# Liste der Stolpersteine in Regensburg
Die Liste der Stolpersteine in Regensburg enthält die Stolpersteine, die im Rahmen des gleichnamigen Kunstprojekts von Gunter Demnig in Regensburg verlegt wurden. Mit ihnen soll Opfern des Nationalsozialismus gedacht werden, die in Regensburg lebten und wirkten.

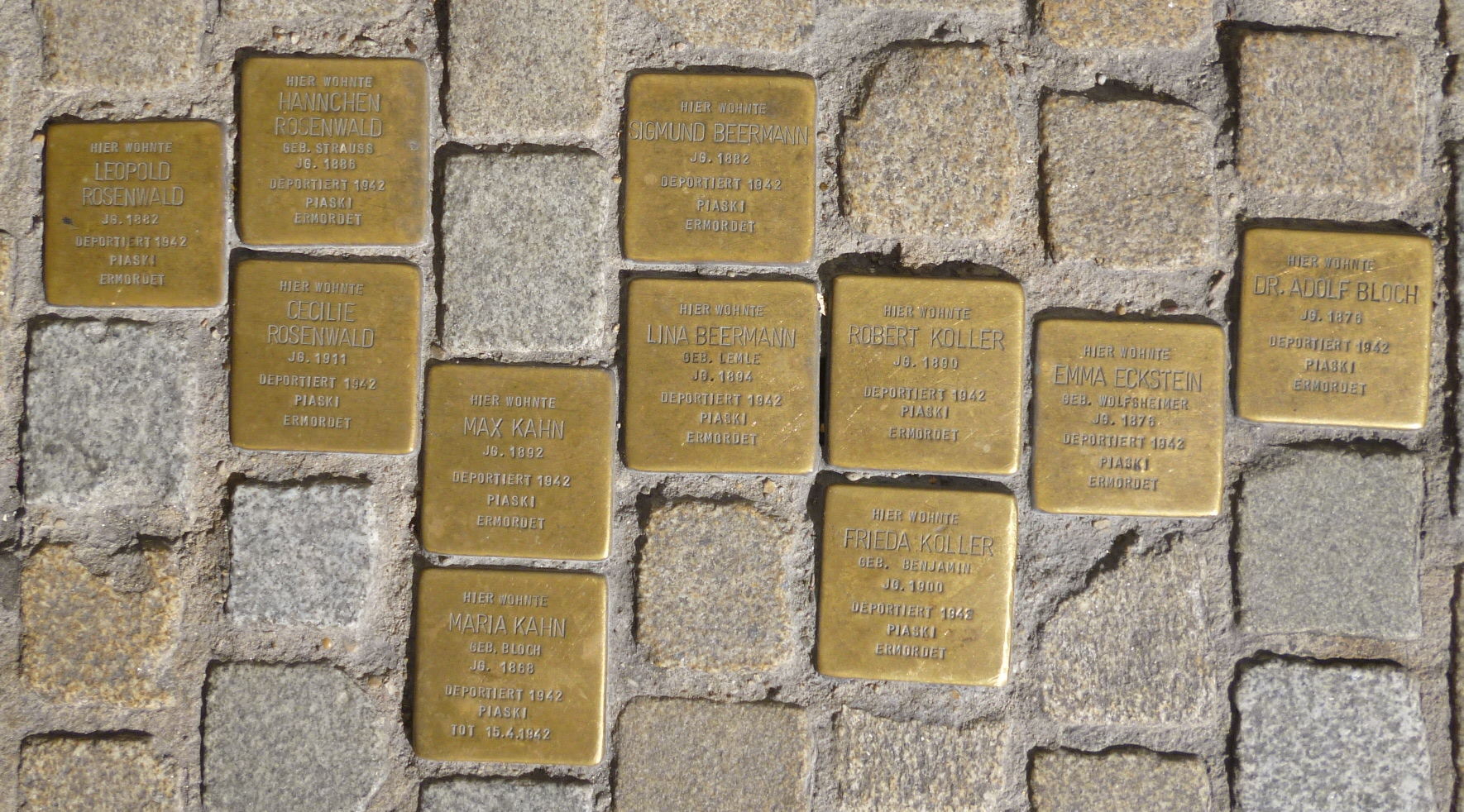

## Liste der Stolpersteine
Die bestehenden Listen sind unvollständig. Es wird daran gearbeitet.
Die Tabellen sind teilweise sortierbar; die Grundsortierung erfolgt alphabetisch nach dem Familiennamen des Opfers.

### Innenstadt
| Stolperstein | Inschrift | Verlegeort                                                     | Name, Leben |
| --- | --- | -------------------------------------------------------------- | --- |
| | HIER WOHNTE STELLA ALEXANDER GEB. HAMMER JG. 1904 DEPORTIERT 1942 PIASKI ERMORDET | D.-Martin-Luther-Straße 7 ·                                    | Stella Alexander, geborene Hammer, kam am 27. Dezember 1904 in München zur Welt. Ihre Eltern waren die Herrenkonfektionskaufleute Joachim Hammer und Berta, geborene Herl. Ihre Mutter wurde 1878 in Rzeszów geboren, damals zum Habsburgerreich gehörend, und wurde 1924 in Bayern eingebürgert. Stella Hammer hatte eine etwas ältere Schwester, Sabine, geboren 1903. Ihr Vater führte zwei Geschäfte in Regensburg. Stella Hammer heiratete den Textilkaufmann Alfred Alexander. Im Familienbogen sind zwei Totgeburten in den Jahren 1930 und 1933 verzeichnet. Der Vater starb 1937, die Ehe ihrer Schwester wurde geschieden. Beide Töchter zogen zur verwitweten Mutter in die väterliche Wohnung im Haus Dr.-Martin-Luther-Straße 7. Mitte März 1942 wurde den drei Frauen auf Merkzetteln die Deportation in den Osten angekündigt. Ihnen wurde eine neue Wohnung versprochen und dass sie dort unbehelligt leben und arbeiten könnten. Die Wohnung in Regensburg musste geräumt und gereinigt übergeben werden, die Schlüssel waren zu hinterlegen und die Lebensmittelkarten abzugeben. In der Nacht vom 1. auf den 2. April 1942, einem Gründonnerstag, wurden Stella Alexander, ihre Mutter und ihre Schwester abgeholt. Mit 106 weiteren Männern, Frauen und Kindern mussten sie vor der 1938 zerstörten Synagoge in der Schäffnerstraße Aufstellung nehmen. Pro Person war nur ein Koffer, ein Rucksack und eine Bettrolle zugelassen. Die Fahrkarte für die Deportation mussten die Zwangsdelogierten selbst bezahlen. Der Zug brachte sie nach Piaski, eine kleine polnische Stadt nahe Lublin, hier war im Schtetl ein Ghetto, das erste Ghetto Polens, eingerichtet worden. Dort kamen Stella Alexander, ihre Mutter und ihre Schwester ums Leben. Auch für ihre Mutter und ihre Schwester, Berta Hammer und Sabine Hirsch, wurden am selben Ort Stolpersteine verlegt. |
| | HIER WOHNTE LUDWIG BÄR JG. 1879 DEPORTIERT 1942 PIASKI ERMORDET | Haidplatz 7 ·                                                  | Ludwig Bär, auch Loui, wurde am 2. April 1879 in Roth geboren. Er wurde Buchhalter und heiratete die Bankbeamtin Mathilde Katz, geboren 1883 in Landenhausen. Das Ehepaar lebte am Haidplatz 7. Bär wurde während der Reichspogromnacht verhaftet und vom 10. Dezember 1938 bis 20. November 1938 im KZ Dachau inhaftiert. Am 2. April 1942 wurde er zusammen mit seiner Ehefrau nach Piaski, einem sogenannten Schtetl, im besetzten Polen deportiert. Dort war das erste Ghetto auf polnischem Boden errichtet worden. Ludwig Bär und seine Frau wurden dort oder in einem der Vernichtungslager im Osten ermordet. Vor demselben Haus wurden auch Stolpersteine für Lina Freund, Julius Jacob, Sara Kapp und seine Ehefrau verlegt. |
| HIER WOHNTE MATHILDE BÄR GEB. KATZ JG. 1883 DEPORTIERT 1942 PIASKI ERMORDET | Mathilde Bär, geborene Katz, wurde am 2. Februar 1883 im mittelhessischen Landenhausen geboren. Sie wurde Bankbeamtin und heiratete den Buchhalter Ludwig Bär, geboren 1879 in Roth. Das Ehepaar lebte am Haidplatz 7. Am 2. April 1942 wurden Mathilde Bär und ihr Ehemann nach Piaski deportiert, ein Schtetl im besetzten Polen, in dem sich das erste Ghetto des Landes befand. Mathilde Bär und ihr Ehemann wurden dort oder in einem der Vernichtungslager im Osten ermordet. Vor demselben Haus wurden auch Stolpersteine für Lina Freund, Julius Jacob, Sara Kapp und ihren Ehemann verlegt. | Haidplatz 7 ·                                                  | |
| | HIER WOHNTE SOPHIE BAUER GEB. WEIGERT JG. 1898 EINGEWIESEN 1926 HEILANSTALT KARTHAUS-PRÜLL 'VERLEGT' 2.5.1941 HARTHEIM ERMORDET 2.5.1941 'AKTION T4' | Lederergasse 16                                                | Sophie Emilia Walburga Bauer, geborene Weigert, wurde am 11. September 1898 in Stadtamhof geboren. Sie war die älteste Tochter des Bahnarbeiters Xaver Weigert und dessen Frau Walburga, geborene Freu. Sie hatte vier weitere Schwestern. Sophie Weigert wurde Näherin und heiratete am 8. Juli 1922 den Bahnschlosser und Tanzlehrer Johann Bauer. Etwas mehr als 12 Monate später wurde im Juli 1923 die gemeinsame Tochter Johanna geboren. Die Ehe verlief unglücklich, ihr Ehemann brachte das Geld durch und hatte ein Verhältnis mit der Sophie Bauers vermeintlichen besten Freundin. Da das Geld nie reichte, litt Bauer unter Entbehrungen. Nach dem gewaltsamen Tod einer ihrer Schwestern wurde sie 1926 stationär im Krankenhaus Greflinger Straße aufgenommen, vermutlich hatte sie einen Suizidversuch begangen. Im Juli 1926 wurde sie in die Regensburger Heilanstalt Karthaus-Prüll überstellt. Hier verblieb sie die nächsten 15 Jahre, ihr Mann wurde mehrfach aufgefordert, Unterhalt zu leisten, er tat dies aber nie, am 31. Januar 1931 wurde die Ehe geschieden und Sophie Bauer wurde entmündigt. Ihre Tochter Johanna Bauer hatte bis 1931 bei den Eltern von Johann Bauer gelebt, nachdem dieser seine Geliebte geheiratet hatte, holte er seine Tochter gewaltsam zu sich. Er soll dabei auf seinen Vater geschossen haben. Sophie Bauer verbrachte die meiste Zeit starr im Bett und musste künstlich ernährt werden, unterbrochen durch kurze Phasen von Aktivität, in denen sie selber Nahrung zu sich nahm, sich am Geschehen beteiligte und strickte. Im April 1937 wurde sie als „psychisch weitgehendst abgebaute“ Patientin bezeichnet. Der letzte Eintrag in ihrem Krankenakt behauptet, sie sei am 2. Mai 1941 „ungeheilt entlassen“ worden. Sophie Bauer wurde an diesem Tag in die Tötungsanstalt Hartheim bei Linz überstellt und vermutlich am selben Tag vergast. Ihre Familie erfuhr nie, was mit ihr passierte, offiziell wurde ihr Todesdatum mit dem 15. Mai 1941 angegeben, und sie sei an einer „akuten Gehirnschwellung“ gestorben. Ihre Tochter Johanna erfuhr erst 2010, als sie selbst schon 87 Jahre alt war, vom Schicksal ihrer Mutter. |
| | HIER WOHNTE BABETTE BECHER JG. 1870 EINGEWIESEN 1932 HEILANSTALT KARTHAUS-PRÜLL 'VERLEGT' 6.6.1941 HARTHEIM ERMORDET 6.6.1941 'AKTION T4' | Zandtengasse 2                                                 | Babette Becher wurde am 10. April 1870 geboren. Sie wurde 1932 in die Heilanstalt Karthaus-Prüll eingewiesen. Am 6. Juni 1941 wurde sie offiziell nach Schloss Hartheim nahe Linz „verlegt“. Sie wurde dort noch am selben Tage vom NS-Regime ermordet. Sie war ein Opfer der Aktion T4. |
| | HIER WOHNTE LINA BEERMANN GEB. LEMLE JG. 1894 DEPORTIERT 1942 PIASKI ERMORDET | Gesandtenstraße 10 ·                                           | Lina Beermann, auch Lena, geborene Lemmle, wurde am 12. Januar 1894 im schwäbischen Fischach geboren. Sie heiratete den Großhändler Sigmund Beermann aus Gunzenhausen. Lina Beermann und ihr Mann mussten zuletzt zwangsweise in einem sogenannten „Judenhaus“ in der Gesandtenstraße 10 wohnen. Sie wurden am 2. April 1942 nach Piaski deportiert und entweder dort oder in einem der Vernichtungslager im besetzten Polen vom NS-Regime ermordet. |
| HIER WOHNTE SIGMUND BEERMANN JG. 1882 DEPORTIERT 1942 PIASKI ERMORDET | Sigmund Beermann wurde am 29. Juli 1882 in Gunzenhausen geboren. Er wurde Großhändler und heiratete Lina Lemmle aus Fischach. Das Ehepaar musste zuletzt zwangsweise in einem sogenannten „Judenhaus“ in der Gesandtenstraße 10 wohnen. Sigmund Beerman und seine Frau wurden am 2. April 1942 nach Piaski deportiert und entweder dort oder in einem der Vernichtungslager im besetzten Polen vom NS-Regime ermordet. | Gesandtenstraße 10 ·                                           | |
| | HIER WOHNTE HENRIETTE BENARIO GEB. SCHWARZ JG. 1874 DEPORTIERT 1942 THERESIENSTADT ERMORDET 21.2.1943 | Von-der-Tann-Straße 29 ·                                       | Henriette Benario geb. Schwarz wurde 1874 geboren. Sie wurde Jette genannt. |
| | HIER WOHNTE BERTA BENJAMIN GEB. GUTMANN JG. 1865 DEPORTIERT 1942 THERESIENSTADT TOT 9.10.1942 | Roritzerstraße 10a ·                                           | Berta Benjamin |
| | HIER WOHNTE HEDWIG BERNHEIM GEB. DUKAS JG. 1900 DEPORTIERT PIASKI ERMORDET | Von-der-Tann-Straße 6 ·                                        | Hedwig Bernheim geb. Dukas |
| | HIER WOHNTE KARL COSMAN BERNHEIM JG. 1854 DEPORTIERT THERESIENSTADT ERMORDET 30.9.1942 | Von-der-Tann-Straße 6 ·                                        | Karl Cosman Bernheim |
| | HIER WOHNTE LUDWIG BERNHEIM JG. 1886 DEPORTIERT PIASKI ERMORDET | Von-der-Tann-Straße 6 ·                                        | Ludwig Bernheim |
| | HIER WOHNTE SALLY BIRN JG. 1890 DEPORTIERT 1942 PIASKI ERMORDET | Am Brixener Hof 2 (vormals Schäffnerstraße 2)                  | Sally Birn |
| | HIER WOHNTE DR. ADOLF BLOCH JG. 1876 DEPORTIERT 1942 PIASKI ERMORDET | Gesandtenstraße 10 ·                                           | Adolf Bloch |
| | HIER WOHNTE LUDWIG BLOCH JG. 1883 'SCHUTZHAFT' 1938 DACHAU DEPORTIERT 1942 PIASKI ERMORDET | Spiegelgasse 4                                                 | Ludwig Bloch |
| | HIER WOHNTE SOFIE BLOCH GEB. SCHWARZKOPF JG. 1886 DEPORTIERT 1942 PIASKI ERMORDET | Spiegelgasse 4                                                 | Sofie Bloch geb. Schwarzkopf |
| | HIER WOHNTE JEANETTE BOMEISL JG. 1893 DEPORTIERT 1942 PIASKI ERMORDET | Von-der-Tann-Straße 29 ·                                       | Jeanette Bomeisl |
| | HIER WOHNTE ALICE BRANDIS GEB. HOLZINGER JG. 1900 DEPORTIERT 1942 ERMORDET IN SOBIBOR | Maximilianstraße 16 ·                                          | Alice Brandis |
| | HIER WOHNTE CHARLOTTE BRANDIS JG. 1924 DEPORTIERT 1942 ERMORDET IN SOBIBOR | Maximilianstraße 16 ·                                          | Charlotte Brandis |
| | HIER WOHNTE KARL BRANDIS JG. 1890 DEPORTIERT 1942 ERMORDET IN SOBIBOR | Maximilianstraße 16 ·                                          | Karl Brandis |
| | HIER WOHNTE PAUL BRANDIS JG. 1929 DEPORTIERT 1942 ERMORDET IN SOBIBOR | Maximilianstraße 16 ·                                          | Paul Brandis |
| | HIER WOHNTE RUDOLF BRANDIS JG. 1927 DEPORTIERT 1942 ERMORDET IN SOBIBOR | Maximilianstraße 16 ·                                          | Rudolf Brandis |
| | HIER WOHNTE WERNER BRANDIS JG. 1926 DEPORTIERT 1942 ERMORDET IN SOBIBOR | Maximilianstraße 16 ·                                          | Werner Brandis |
| | HIER WOHNTE EMMA ECKSTEIN GEB. WOLFHEIMER JG. 1876 DEPORTIERT 1942 PIASKI ERMORDET | Gesandtenstraße 10 ·                                           | Emma Eckstein |
| | HIER WOHNTE BELLA EHRLICH JG. 1886 DEPORTIERT 1942 PIASKI ERMORDET | Untere Bachgasse 12–14 ·                                       | Bella Ehrlich |
| | HIER WOHNTE JULIE EHRLICH JG. 1879 DEPORTIERT 1942 PIASKI ERMORDET | Untere Bachgasse 12–14 ·                                       | Julie Ehrlich |
| | HIER WOHNTE JOHANN EIBL JG. 1895 IM WIDERSTAND 'SCHUTZHAFT' 1933 GEFÄNGNIS AUGUSTENBURG 1942 FLOSSENBÜRG VERHÖRT VON GESTAPO FLUCHT IN DEN TOD 21.11.1942 | Untere Bachgasse 6                                             | Johann Eibl |
| | HIER WOHNTE KLARA EINSIEDLER JG. 1892 DEPORTIERT 1942 PIASKI ERMORDET | Am Brixener Hof 6 · (vorm. Schäffnerstraße 6) ·                | Klara Einsiedler |
| HIER WOHNTE ROSA EINSIEDLER GEB. BECKER JG. 1868 DEPORTIERT 1942 THERESIENSTADT ERMORDET 20.2.1944 | Am Brixener Hof 6 · (vorm. Schäffnerstraße 6) · | Rosa Einsiedler                                                | |
| | HIER WOHNTE JENNY EINSTOSS GEB. JAKOB JG. 1877 DEPORTIERT 1942 PIASKI ERMORDET | Am Brixener Hof 2 (vormals Schäffnerstraße 2)                  | Jenny Einstoß geb. Jakob |
| | HIER WOHNTE JOSEF ENGELMANN JG. 1874 DEPORTIERT 1942 THERESIENSTADT TOT 24.3.1943 | Wahlenstraße 24 ·                                              | Josef Engelmann |
| | HIER WOHNTE JACOB FARNTROG JG. 1884 DEPORTIERT 1942 ERMORDET IN THERESIENSTADT | Rote-Hahnen-Gasse 7/II ·                                       | Jakob Farntrog |
| HIER WOHNTE ROSA THEKLA FARNTROG GEB. JOCHSBERGER JG. 1895 DEPORTIERT 1942 ERMORDET IN THERESIENSTADT | Rote-Hahnen-Gasse 7/II · | Rosa Thekla Farntrog geb. Jochsberger                          | |
| | HIER WOHNTE ABRAHAM FIRNBACHER JG. 1865 DEPORTIERT 1942 THERESIENSTADT TOT 21.1.1943 | Proskestraße 5 ·                                               | Abraham Firnbacher |
| Bild gesucht Die Wikipedia wünscht sich an dieser Stelle ein Bild vom Ort mit diesen Koordinaten 49.013449 12.103946 . Motiv: Stolperstein Berta Benjamin sowie Sofie Firnbacher Falls du dabei helfen möchtest, erklärt die Anleitung , wie das geht. BW | HIER WOHNTE SOFIE FIRNBACHER GEB. BERMANN JG. 1884 DEPORTIERT 1942 PIASKI ERMORDET | Roritzerstraße 10a ·                                           | Sofie Firnbacher |
| | HIER WOHNTE OTTO FORSTER JG. 1914 EINGEWIESEN 1936 HEILANSTALT REICHENBACH 'VERLEGT' 24.8.1941 HARTHEIM ERMORDET 24.8.1941 'AKTION T4' | Gumpelzhaimerstraße 5                                          | Otto Forster |
| | HIER WOHNTE HERMANN FRANK JG. 1922 DEPORTIERT 1942 PIASKI ERMORDET | Obere Bachgasse 18 ·                                           | Hermann Frank |
| | HIER WOHNTE IDA FRANK GEB. HECKSCHER JG. 1885 DEPORTIERT 1942 PIASKI ERMORDET | Obere Bachgasse 18 ·                                           | Ida Frank geb. Heckscher |
| | HIER WOHNTE MOSES FRANK JG. 1876 DEPORTIERT 1942 PIASKI ERMORDET | Obere Bachgasse 18 ·                                           | Moses Frank |
| | HIER WOHNTE ALFRED FREISING JG. 1928 DEPORTIERT 1942 PIASKI ERMORDET | Landshuter Straße 14b                                          | Alfred Freising |
| | HIER WOHNTE CARL FREISING JG. 1886 'SCHUTZHAFT' 1938 DACHAU DEPORTIERT 1942 PIASKI ERMORDET | Landshuter Straße 14b                                          | Carl Freising |
| | HIER WOHNTE DORIS FREISING JG. 1927 DEPORTIERT 1942 PIASKI ERMORDET | Landshuter Straße 14b                                          | Doris Freising |
| | HIER WOHNTE EMILIE FREISING GEB. GUTMANN JG. 1864 DEPORTIERT 1942 THERESIENSTADT ERMORDET 23.8.1943 | Fröhliche-Türken-Straße 5 ·                                    | Emilie Freising geb. Gutmann |
| | HIER WOHNTE IRMA FREISING GEB. KAUFMANN JG. 1887 DEPORTIERT 1942 PIASKI ERMORDET | Landshuter Straße 14b                                          | Irma Freising geb. Kaufmann |
| HIER WOHNTE RUTH FREISING JG. 1920 FLUCHT 1938 USA | Landshuter Straße 14b | Ruth Freising                                                  | |
| | HIER WOHNTE LINA FREUND GEB. ZIVI JG. 1884 DEPORTIERT 1942 THERESIENSTADT 1943 AUSCHWITZ ERMORDET | Haidplatz 7 ·                                                  | Lina Freund geb. Zivi |
| | HIER WOHNTE HEINRICH FUCHS JG. 1909 EINGEWIESEN 1935 HEILANSTALT KARTHAUS-PRÜLL 'VERLEGT' 2.5.1941 HARTHEIM ERMORDET 2.5.1941 'AKTION T4' | Fischgässel 2                                                  | Heinrich Fuchs |
| | HIER WOHNTE LAURA GRÜNHUT GEB. GERSTLE JG. 1886 DEPORTIERT 1942 PIASKI ERMORDET | Platz der Einheit 1 ·                                          | Laura Grünhut geb. Gerstle |
| | HIER WOHNTE MINA GRÜNHUT GEB. VEITH JG. 1859 DEPORTIERT 1942 THERESIENSTADT ERMORDET 6.12.1942 | St. Georgen-Platz 2 (Nordeingang Museum Bayerische Geschichte) | Mina Grünhut geb. Veith |
| | HIER WOHNTE SIEGFRIED GRÜNHUT JG. 1878 DEPORTIERT 1942 PIASKI ERMORDET | Platz der Einheit 1 ·                                          | Siegfried Grünhut |
| | HIER WOHNTE JETTE GUTMANN GEB. ELKAN JG. 1867 EINGEWIESEN 5.3.1940 HEIL- UND PFLEGEANSTALT KARTHAUS-PRÜLL 'VERLEGT' 14.9.1940 ERMORDET 20.9.1940 GRAFENECK | Schäffnerstraße 22 ·                                           | Jette Gutmann geb. Elkan |
| | HIER WOHNTE SENTA GUTMANN JG. 1880 DEPORTIERT 1942 PIASKI ERMORDET | Obere Bachgasse 1 ·                                            | Senta Gutmann |
| | HIER WOHNTE HEDWIG HAHN JG. 1889 DEPORTIERT 1942 PIASKI ERMORDET | Weißgerbergraben 7 ·                                           | Hedwig Hahn |
| | HIER WOHNTE BERTA HAMMER GEB. HERL JG. 1878 DEPORTIERT 1942 PIASKI ERMORDET | D.-Martin-Luther-Straße 7 ·                                    | Berta Hammer geb. Herl |
| | HIER WOHNTE ALOIS HARTL JG. 1895 EINGEWIESEN 1918 HEILANSTALT KARTHAUS-PRÜLL 'VERLEGT' 4.11.1940 HARTHEIM ERMORDET 4.11.1940 'AKTION T4' | Portnergasse 7                                                 | Alois Hartl |
| | HIER WOHNTE MORITZ HARTMANN JG. 1876 DEPORTIERT 1942 PIASKI ERMORDET | Am Brixener Hof 2 (vormals Schäffnerstraße 2)                  | Moritz Hartmann |
| | HIER WOHNTE SARA HARTMANN GEB. BRUCKMANN JG. 1878 DEPORTIERT 1942 PIASKI ERMORDET | Am Brixener Hof 2 (vormals Schäffnerstraße 2)                  | Sara Hartmann geb. Bruckmann |
| | HIER WOHNTE GEORG HAUSDORF JG. 1880 VERHAFTET 1942 DACHAU 'VERLEGT' 6.5.1942 HARTHEIM ERMORDET 8.5.1942 | Wahlenstraße 18                                                | Georg Hausdorf |
| | HIER WOHNTE ISIDOR HELLER JG. 1878 DEPORTIERT 1942 PIASKI ERMORDET | Schwarze-Bären-Straße / Weißbräuhausgasse ·                    | Isidor Heller |
| | HIER WOHNTE KAROLINE HELLER GEB. ROSENFELD JG. 1888 DEPORTIERT 1942 PIASKI ERMORDET | Schwarze-Bären-Straße / Weißbräuhausgasse ·                    | Karoline Heller, geborene Rosenfeld |
| | HIER WOHNTE KAROLINA HERBST GEB. ENGELMANN JG. 1865 VOR DEPORTATION TOT 17.9.1942 | Weißenburgstraße 31 oder Wahlenstraße 24                       | Karolina Herbst geb. Engelmann |
| | HIER WOHNTE ALMA HERRSCHER GEB. ABRAHAM JG. 1900 DEPORTIERT 1942 PIASKI ERMORDET | Neupfarrplatz 12 ·                                             | Alma Herrscher geb. Abraham wurde am 6. März 1900 in Hohensalza geboren. Sie war Kaufmannsfrau, verheiratet mit dem Schuhhändler Erich Herrscher. Das Ehepaar wurde verhaftet, am 2. April 1942 nach Piaski deportiert und dort ermordet. |
| | HIER WOHNTE ERICH HERRSCHER JG. 1903 DEPORTIERT 1942 PIASKI ERMORDET | Neupfarrplatz 12 ·                                             | Erich Herrscher |
| | HIER WOHNTE FRANZ HERZOG JG. 1882 IM WIDERSTAND VERHAFTET 1942 KZ FLOSSENBÜRG TOT 1.1.1943 | Krebsgasse 4 ·                                                 | Franz Herzog |
| Bild gesucht Die Wikipedia wünscht sich an dieser Stelle ein Bild vom hier behandelten Ort. Motiv: Stolperstein Stella Alexander, Berta Hammer, Sabine Hirsch Falls du dabei helfen möchtest, erklärt die Anleitung , wie das geht. BW                    | HIER WOHNTE SABINE HIRSCH GEB. HAMMER JG. 1903 DEPORTIERT 1942 PIASKI ERMORDET | D.-Martin-Luther-Straße 7 ·                                    | Sabine Hirsch geb. Hammer |
| | HIER WOHNTE JOSEF HOCHWALD JG. 1876 DEPORTIERT 1942 PIASKI ERMORDET | Metgebergasse 2 ·                                              | Josef Hochwald |
| | HIER WOHNTE LEO HOFMANN JG. 1907 DEPORTIERT 1942 PIASKI ERMORDET | Rote-Hahnen-Gasse 7/II ·                                       | Leo Hofmann |
| | HIER WOHNTE HEDWIG HÖNIGSBERGER JG. 1880 DEPORTIERT 1942 PIASKI ERMORDET | Malergasse 9 ·                                                 | Hedwig Hönigsberger |
| | HIER WOHNTE RUPERT HUBER JG. 1924 EINGEWIESEN 1929 HEILANSTALT REICHENBACH 'VERLEGT' 5.8.1941 HARTHEIM ERMORDET 5.8.1941 'AKTION T4' | Bauergässel 11 (eig. ums Eck)                                  | Rupert Huber |
| | HIER WOHNTE KATHARINA HÜBEL JG. 1888 EINGEWIESEN 1928 HEILANSTALT KARTHAUS-PRÜLL 'VERLEGT' 6.6.1941 HARTHEIM ERMORDET 6.6.1941 'AKTION T4' | Hunnenplatz 5                                                  | Katharina Hübel |
| Bild gesucht Die Wikipedia wünscht sich an dieser Stelle ein Bild vom hier behandelten Ort. Motiv: Stolperstein Johann Igl Falls du dabei helfen möchtest, erklärt die Anleitung , wie das geht. BW                                                       | HIER WOHNTE JOHANN IGL JG. 1912 IM WIDERSTAND VERHAFTET 1944 ZUM TODE VERURTEILT LANDGERICHTSGEFÄNGNIS REGENSBURG HINGERICHTET 21.4.1945 | Beraiterweg 4 ·                                                | Johann Igl |
| | HIER WOHNTE EMMA JAKOB GEB. BAUMANN JG. 1868 DEPORTIERT 1942 THERESIENSTADT ERMORDET 29.1.1943 | Rote-Hahnen-Gasse 7/II ·                                       | Emma Jakob geb. Baumann |
| | HIER WOHNTE JULIUS JACOB JG. 1896 DEPORTIERT 1942 PIASKI ERMORDET | Haidplatz 7 ·                                                  | Julius Jacob |
| Bild gesucht Die Wikipedia wünscht sich an dieser Stelle ein Bild vom hier behandelten Ort. Motiv: Stolperstein Klara Jacob Falls du dabei helfen möchtest, erklärt die Anleitung , wie das geht. BW                                                      | HIER WOHNTE KLARA JACOB GEB. KOLTONSKY JG. 1886 DEPORTIERT 1942 PIASKI ERMORDET | St.-Petersweg 1                                                | Klara Jacob geb. Koltonsky |
| | HIER WOHNTE MAX MEIER JACOB JG. 1900 DEPORTIERT 1942 SCHICKSAL UNBEKANNT | Rote-Hahnen-Gasse 7/II ·                                       | Max Meier Jacob |
| | HIER WOHNTE SELIGMANN JAKOB JG. 1866 DEPORTIERT 1942 THERESIENSTADT ERMORDET 22.1.1943 | Rote-Hahnen-Gasse 7/II ·                                       | Seligmann Jakob |
| Bild gesucht Die Wikipedia wünscht sich an dieser Stelle ein Bild vom hier behandelten Ort. Motiv: Stolpersteine Jette Gutmann, Annelore, Inge, Julius, Klara, Rosa Jordan Falls du dabei helfen möchtest, erklärt die Anleitung , wie das geht. BW       | HIER WOHNTE ANNELORE JORDAN JG. 1933 DEPORTIERT 1942 PIASKI ERMORDET | Schäffnerstraße 22                                             | Annelore Jordan |
| Bild gesucht Die Wikipedia wünscht sich an dieser Stelle ein Bild vom hier behandelten Ort. Motiv: Stolpersteine Jette Gutmann, Annelore, Inge, Julius, Klara, Rosa Jordan Falls du dabei helfen möchtest, erklärt die Anleitung , wie das geht. BW       | HIER WOHNTE INGE JORDAN JG. 1935 DEPORTIERT 1942 PIASKI ERMORDET | Schäffnerstraße 22                                             | Inge Jordan |
| Bild gesucht Die Wikipedia wünscht sich an dieser Stelle ein Bild vom hier behandelten Ort. Motiv: Stolpersteine Jette Gutmann, Annelore, Inge, Julius, Klara, Rosa Jordan Falls du dabei helfen möchtest, erklärt die Anleitung , wie das geht. BW       | HIER WOHNTE JULIUS JORDAN JG. 1891 DEPORTIERT 1942 PIASKI ERMORDET | Schäffnerstraße 22                                             | Julius Jordan |
| Bild gesucht Die Wikipedia wünscht sich an dieser Stelle ein Bild vom hier behandelten Ort. Motiv: Stolpersteine Jette Gutmann, Annelore, Inge, Julius, Klara, Rosa Jordan Falls du dabei helfen möchtest, erklärt die Anleitung , wie das geht. BW       | HIER WOHNTE KLARA JORDAN JG. 1927 DEPORTIERT 1942 PIASKI ERMORDET | Schäffnerstraße 22                                             | Klara Jordan |
| Bild gesucht Die Wikipedia wünscht sich an dieser Stelle ein Bild vom hier behandelten Ort. Motiv: Stolpersteine Jette Gutmann, Annelore, Inge, Julius, Klara, Rosa Jordan Falls du dabei helfen möchtest, erklärt die Anleitung , wie das geht. BW       | HIER WOHNTE ROSA JORDAN GEB. GUTMANN JG. 1898 DEPORTIERT 1942 PIASKI ERMORDET | Schäffnerstraße 22                                             | Rosa Jordan geb. Gutmann |
| | HIER WOHNTE ALEXANDER JUSA JG. 1903 EINGEWIESEN 1932 HEILANSTALT KARTHAUS-PRÜLL 'VERLEGT' 4.11.1940 HARTHEIM ERMORDET 4.11.1940 'AKTION T4' | Schottenstraße 3                                               | Alexander Jusa |
| | HIER WOHNTE GRETCHEN KAHN GEB. LEHMANN JG. 1887 DEPORTIERT 1942 PIASKI ERMORDET | Ludwigstraße 5 ·                                               | Gretchen Kahn geb. Lehmann |
| HIER WOHNTE KARL KAHN JG. 1875 DEPORTIERT 1942 PIASKI ERMORDET | Ludwigstraße 5 · | Karl Kahn                                                      | |
| | HIER WOHNTE MARIA KAHN GEB. BLOCH JG. 1868 DEPORTIERT 1942 PIASKI TOT 15.4.1942 | Gesandtenstraße 10 ·                                           | Maria Kahn geb. Bloch |
| HIER WOHNTE MAX KAHN JG. 1892 DEPORTIERT 1942 PIASKI ERMORDET | Max Kahn | Gesandtenstraße 10 ·                                           | |
| Bild gesucht Die Wikipedia wünscht sich an dieser Stelle ein Bild vom hier behandelten Ort. Motiv: Stolperstein Sara Kapp Falls du dabei helfen möchtest, erklärt die Anleitung , wie das geht. BW                                                        | HIER WOHNTE SARA KAPP GEB. BACHRACH JG. 1875 DEPORTIERT 1942 THERESIENSTADT 1944 AUSCHWITZ ERMORDET | Haidplatz 7 ·                                                  | Sara Kapp geb. Bachrach |
| | HIER WOHNTE JOHANN KELLNER JG. 1882 IM WIDERSTAND VERHAFTET 1942 KZ FLOSSENBÜRG HINGERICHTET 1943 ZUCHTHAUS STADELHEIM | Taubengässchen 2 ·                                             | Johann Kellner |
| | HIER WOHNTE LUDWIG KIERGASSNER JG. 1899 EINGEWIESEN 1936 HEILANSTALT KARTHAUS-PRÜLL 'VERLEGT' 4.11.1940 HARTHEIM ERMORDET 4.11.1940 'AKTION T4' | Haaggasse 13                                                   | Ludwig Kiergassner |
| | HIER WOHNTE EUGENIE KOHN GEB. STEINREICH JG. 1882 DEPORTIERT 1942 PIASKI ERMORDET | Ludwigstraße 5 ·                                               | Eugenie Kohn geb. Steinreich |
| HIER WOHNTE OSKAR KOHN JG. 1877 DEPORTIERT 1942 PIASKI ERMORDET | Ludwigstraße 5 · | Oskar Kohn                                                     | |
| | HIER WOHNTE FRIEDA KOLLER GEB. BENJAMIN JG. 19OO DEPORTIERT 1942 PIASKI ERMORDET | Gesandtenstraße 10 ·                                           | Frieda Koller geb. Benjamin |
| HIER WOHNTE ROBERT KOLLER JG. 189O DEPORTIERT 1942 PIASKI ERMORDET | Robert Koller | Gesandtenstraße 10 ·                                           | |
| | HIER WOHNTE EMMA LEHMANN GEB. ROSENBLATT JG. 1861 DEPORTIERT 1942 THERESIENSTADT TOT 5.10.1942 | Ludwigstraße 5 ·                                               | Emma Lehmann geb. Rosenblatt |
| | HIER WOHNTE ALBERT LEVY JG. 1861 DEPORTIERT 1942 THERESIENSTADT TOT 21.10.1942 | Spiegelgasse 4                                                 | Albert Levy |
| | HIER WOHNTE CLOTHILDE LEVY GEB. GRÜNEBAUM JG. 1883 DEPORTIERT PIASKI ERMORDET | Von-der-Tann-Straße 6 ·                                        | Clothilde Levy geb. Grünebaum |
| | HIER WOHNTE EMIL LEVY JG. 1882 DEPORTIERT PIASKI ERMORDET | Von-der-Tann-Straße 6 ·                                        | Emil Levy |
| | HIER WOHNTE GERTRUD LEVY GEB. GOLDBERGER JG. 1863 DEPORTIERT 1942 THERESIENSTADT TOT 1.1.1943 | Spiegelgasse 4                                                 | Gertrud Levy geb. Goldberger |
| | HIER WOHNTE FRIEDA LEWKOWITZ GEB. ROSENBERG JG. 1885 DEPORTIERT 1942 PIASKI ERMORDET | Am Brixener Hof 2 (vormals Schäffnerstraße 2)                  | Frieda Lewkowitz geb. Rosenberg |
| | HIER WOHNTE JAKOB LEWKOWITZ JG. 1884 DEPORTIERT 1942 PIASKI ERMORDET | Am Brixener Hof 2 (vormals Schäffnerstraße 2)                  | Jakob Lewkowitz |
| | HIER WOHNTE MINA LICHTENSTEIN GEB. JACOB JG. 1879 DEPORTIERT 1942 PIASKI ERMORDET | Ludwigstraße 1 ·                                               | Mina Lichtenstein |
| HIER WOHNTE SIEGFRIED LICHTENSTEIN JG. 1878 DEPORTIERT 1942 PIASKI ERMORDET | Ludwigstraße 1 · | Siegfried Lichtenstein                                         | |
| | HIER WOHNTE IDA LILIENFELD GEB. GRÜNHUT JG. 1881 DEPORTIERT 1942 AUSCHWITZ ERMORDET | Neupfarrplatz 12 ·                                             | Ida Lilienfeld geb. Grünhut wurde am 22. Januar 1881 geboren. Sie heiratete Joseph Lilienfeld. Das Paar hatte drei Kinder. Sie wurde am 23. September 1942 nach Theresienstadt deportiert. Von dort wurde sie am 9. Oktober 1944 in das Vernichtungslager Auschwitz deportiert und ermordet Der Ehemann starb vor der Deportation. Sohn Paul wurde vom NS-Regime deportiert und in Piaski ermordet. |
| | HIER WOHNTE JOSEPH LILIENFELD JG. 1869 VOR DEPORTATION TOT 7.9.1942 | Neupfarrplatz 12 ·                                             | Joseph Lilienfeld wurde 1869 geboren. Er war Schuhkaufmann und Gemeindevorstand der jüdischen Gemeinde von Regensburg. Er starb vor der drohenden Deportation am 7. September 1942 in Regensburg. Seine Frau wurde vom NS-Regime wahrscheinlich in Auschwitz ermordet, sein Sohn Paul in Piaski. |
| | HIER WOHNTE PAUL LILIENFELD JG. 1904 DEPORTIERT 1942 PIASKI ERMORDET | Neupfarrplatz 12 ·                                             | Paul Lilienfeld wurde am 27. April 1904 in Regensburg geboren. Seine Eltern waren Joseph und Ida Lilienfeld. Er wurde, wie sein Vater, Schuhkaufmann. Er wurde von Vertretern des NS-Regimes verhaftet, am 2. April 1942 nach Piaski deportiert und dort am 20. Juni 1942 ermordet. Seine Mutter wurde ebenfalls ermordet, vermutlich in Auschwitz. |
| | HIER WOHNTE JULIUS 'JOEL' LILIENTHAL JG. 1872 OPFER DES POGROMS ZUSAMMENGESCHLAGEN ÖFFENTLICH VERHÖHNT UND GEFOLTERT TOT AN DEN FOLGEN 15.11.1938 | Glockengasse 5 ·                                               | Julius Lilienthal, genannt Joel |
| | HIER WOHNTE NELLY LEMBERGER GEB. AAL JG. 1874 DEPORTIERT 1942 THERESIENSTADT TOT 1.11.1943 | Luitpoldstraße 12                                              | Nelly Lemberger |
| | HIER WOHNTE GISELA LOEWY GEB. BLOCH JG. 1878 DEPORTIERT 1942 PIASKI ERMORDET | Obere Bachgasse 18 ·                                           | Gisela Loewy geb. Bloch |
| | HIER WOHNTE MICHAEL LOTTNER JG. 1899 VERHAFTET 23.4.1945 ERSCHOSSEN 23.4.1945 REGENSBURG | Glockengasse 8                                                 | Michael Lottner |
| | HIER WOHNTE HEINRICH LUTTERBACH JG. 1909 ZEUGE JEHOVAS VERHAFTET 1936 GEFÄNGNIS LANDSBERG/LECH 1937 DACHAU 1939 MAUTHAUSEN BEFREIT | Georgenplatz 2                                                 | Heinrich Lutterbach |
| | JETTE MAI GEB. NEU JG. 1872 DEPORTIERT 1942 THERESIENSTADT ERMORDET 23.2.1944 | Weißenburgstraße 31                                            | Jette Mai geb. Neu |
| | HIER WOHNTE DOMPREDIGER DR. JOHANN MAIER GEBOREN 1906 IM WIDERSTAND VERHAFTET 23.4.1945 GESTAPO REGENSBURG STANDGERICHT HINGERICHTET 24.4.1945 | Krauterermarkt 4                                               | Johann Maier |
| | HIER WOHNTE KAROLINA MARX GEB. BARUCH JG. 1881 DEPORTIERT 1942 PIASKI ERMORDET | Malergasse 9 ·                                                 | Karolina Marx geb. Baruch |
| | HIER WOHNTE MAX MASSINGER JG. 1884 IM WIDERSTAND VERHAFTET 1942 KZ FLOSSENBÜRG ÄRZTLICHE HILFE VERWEIGERT TOT 1943 ZUCHTHAUS NÜRNBERG | Straußgässchen 1 ·                                             | Max Massinger |
| Bild gesucht Die Wikipedia wünscht sich an dieser Stelle ein Bild vom hier behandelten Ort. Motiv: Stolpersteine Mina Mayer, Mathilde Neuhaus Falls du dabei helfen möchtest, erklärt die Anleitung , wie das geht. BW                                    | HIER WOHNTE MINA MAYER GEB. OETTINGER JG. 1870 DEPORTIERT 1942 THERESIENSTADT ERMORDET 15.10.1942 | Landshuter Straße 14                                           | Mina Mayer geb. Oettinger |
| | HIER WOHNTE KARL MEYER JG. 1888 EINGEWIESEN 1927 HEILANSTALT KARTHAUS-PRÜLL 'VERLEGT' 2.5.1941 HARTHEIM ERMORDET 2.5.1941 'AKTION T4' | Krauterermarkt 1                                               | Karl Meyer |
| Bild gesucht Die Wikipedia wünscht sich an dieser Stelle ein Bild vom hier behandelten Ort. Motiv: Stolpersteine Dr. Carl, Edith Michel Falls du dabei helfen möchtest, erklärt die Anleitung , wie das geht. BW                                          | HIER WOHNTE DR. CARL JACOB MICHEL JG. 1897 DEPORTIERT 1942 SCHICKSAL UNBEKANNT | Ludwigstraße 8/II ·                                            | Dr. Carl Jacob Michel |
| Bild gesucht Die Wikipedia wünscht sich an dieser Stelle ein Bild vom hier behandelten Ort. Motiv: Stolpersteine Dr. Carl, Edith Michel Falls du dabei helfen möchtest, erklärt die Anleitung , wie das geht. BW                                          | HIER WOHNTE EDITH MICHEL GEB. ROSENWALD JG. 1910 DEPORTIERT 1942 SCHICKSAL UNBEKANNT | Ludwigstraße 8/II ·                                            | Edith Michel |
| | HIER WOHNTE JOSEF MOSER JG. 1891 EINGEWIESEN 1928 HEILANSTALT KARTHAUS-PRÜLL 'VERLEGT' 5.8.1941 HARTHEIM ERMORDET 5.8.1941 'AKTION T4' | Thundorfer Straße 8                                            | Josef Moser |
| Bild gesucht Die Wikipedia wünscht sich an dieser Stelle ein Bild vom hier behandelten Ort. Motiv: Stolperstein Selmar Nattenheimer Falls du dabei helfen möchtest, erklärt die Anleitung , wie das geht. BW                                              | HIER WOHNTE SELMAR NATTENHEIMER JG. 1885 DEPORTIERT 1942 THERESIENSTADT 1944 AUSCHWITZ ERMORDET | Landshuter Straße 18                                           | Selmar Nattenheimer |
| Bild gesucht Die Wikipedia wünscht sich an dieser Stelle ein Bild vom hier behandelten Ort. Motiv: Stolpersteine Mina Mayer, Mathilde Neuhaus Falls du dabei helfen möchtest, erklärt die Anleitung , wie das geht. BW                                    | HIER WOHNTE MATHILDE NEUHAUS GEB. SCHWARZ JG. 1869 DEPORTIERT 1942 THERESIENSTADT ERMORDET 26.1.1943 | Landshuter Straße 14                                           | Mathilde Neuhaus geb. Schwarz |
| | HIER WOHNTE ADOLF NIEDERMAIER JG. 1883 DEPORTIERT 1942 PIASKI ERMORDET | Platz der Einheit 1 ·                                          | Adolf Niedermaier |
| | HIER WOHNTE MAX NUSSBAUM JG. 1893 DEPORTIERT 1942 PIASKI ERMORDET | Untere Bachgasse 12–14 ·                                       | Max Nussbaum |
| | HIER WOHNTE PAULA NUSSBAUM GEB. THALHEIMER JG. 1900 DEPORTIERT 1942 PIASKI ERMORDET | Untere Bachgasse 12–14 ·                                       | Paula Nussbaum geb. Thalheimer |
| | HIER WOHNTE RUTH NUSSBAUM JG. 1928 DEPORTIERT 1942 PIASKI ERMORDET | Untere Bachgasse 12–14 ·                                       | Ruth Nussbaum |
| | HIER WOHNTE HEDWIG OBERDORFER GEB. SPRINGER JG. 1878 DEPORTIERT 1943 SOBIBOR ERMORDET 30.4.1943 | Arnulfsplatz 4 ·                                               | Hedwig Oberdorfer geb. Springer |
| | HIER WOHNTE SIMON OBERDORFER JG. 1872 DEPORTIERT 1943 SOBIBOR ERMORDET 30.4.1943 | Arnulfsplatz 4 ·                                               | Simon Oberdorfer |
| | HIER WOHNTE FRIEDA PLAUT GEB. ENGELMANN JG. 1876 DEPORTIERT 1942 ERMORDET IN PIASKI | Wahlenstraße 24 ·                                              | Frieda Plaut geb. Engelmann |
| | HIER WOHNTE HERMANN REHBACH JG. 1872 EINGEWIESEN 1922 HEILANSTALT KARTHAUS-PRÜLL HEILANSTALT SCHÖNBRUNN 'VERLEGT' 20.3.1941 HARTHEIM ERMORDET 20.3.1941 'AKTION T4' | Margaretenstraße 7                                             | Hermann Rehbach |
| | HIER WOHNTE ROSINA RÖHRL JG. 1891 EINGEWIESEN HEIL- UND PFLEGEANSTALT EGLFING 'VERLEGT' 25.4.1941 HARTHEIM ERMORDET 25.4.1941 | Unter den Schwibbögen 21 ·                                     | Rosina Röhrl |
| | HIER WOHNTE DAVID ROSENBLATT JG. 1871 VERHAFTET BERGEN-BELSEN TOT 18.3.1944 | Bahnhofstraße 15                                               | David Rosenblatt |
| | HIER WOHNTE SOPHIE ROSENBLATT GEB. STERN JG. 1874 FLUCHT 1933 HOLLAND TOT IM KRANKENHAUS AMSTERDAM | Bahnhofstraße 15                                               | Sophie Rosenblatt geb. Stern |
| | HIER WOHNTE FISCHEL ROSENKRANZ JG. 1867 VERHAFTET 1938 GEFÄNGNIS REGENSBURG INTERNIERT 1940 ZWANGSARBEITSLAGER SOSNOWITZ ERMORDET | Watmarkt 4 ·                                                   | Fischel Rosenkranz |
| | HIER WOHNTE MATHILDE ROSENKRANZ GEB. ABRAMOWICZ JG. 1865 VERHAFTET 1938 GEFÄNGNIS REGENSBURG INTERNIERT 1940 ZWANGSARBEITSLAGER SOSNOWITZ ERMORDET | Watmarkt 4 ·                                                   | Mathilde Rosenkranz geb. Abramowicz |
| | HIER WOHNTE CECILIE ROSENWALD JG. 1911 DEPORTIERT 1942 PIASKI ERMORDET | Gesandtenstraße 10 ·                                           | Cecilie Rosenwald |
| HIER WOHNTE HANNCHEN ROSENWALD GEB. STRAUSS JG. 1886 DEPORTIERT 1942 PIASKI ERMORDET | Hannchen Rosenwald geb. Strauss | Gesandtenstraße 10 ·                                           | |
| HIER WOHNTE LEOPOLD ROSENWALD JG. 1862 DEPORTIERT 1942 PIASKI ERMORDET | Leopold Rosenwald | Gesandtenstraße 10 ·                                           | |
| | HIER WOHNTE BERTA SCHILD GEB. JOCHSBERGER JG. 1900 DEPORTIERT 1942 PIASKI ERMORDET | Am Römling 11 ·                                                | Berta Schild |
| | HIER WOHNTE EDITH SCHILD JG. 1928 DEPORTIERT 1942 PIASKI ERMORDET | Am Römling 11 ·                                                | Edith Schild |
| | HIER WOHNTE JOHANN SCHINDLER JG. 1884 IM WIDERSTAND VERHAFTET 1942 KZ FLOSSENBÜRG TOT 1942 | Neupfarrplatz 8 · (vorm. Am Spielhof 1) ·                      | Johann Schindler |
| | HIER WOHNTE FRIEDA SCHOTTIG GEB. PRELL JG. 1886 ZWANGSUMZUG 1942 JÜDISCHES ALTERSHEIM 1942 RAVENSBRÜCK BEFREIT | Drei-Kronen-Gasse 6 ·                                          | Frieda Schottig geb. Prell |
| | HIER WOHNTE MAX SCHOTTIG JG. 1877 ZWANGSUMZUG 1942 JÜDISCHES ALTERSHEIM 1944 VERBRACHT - BERLIN JÜDISCHES KRANKENHAUS TOT 7.5.1945 | Drei-Kronen-Gasse 6 ·                                          | Max Schottig |
| | HIER WOHNTE AMALIE SCHWARZBERG GEB. WOLFF JG. 1872 DEPORTIERT 1942 THERESIENSTADT ERMORDET 29.9.1943 | Rote-Hahnen-Gasse 7/II ·                                       | Amalie Schwarzberg |
| | HIER WOHNTE AMALIE SELIG JG. 1889 DEPORTIERT 1942 PIASKI ERMORDET 23.4.1942 | Heiliggeistgasse 10 ·                                          | Amalie Selig |
| | HIER WOHNTE CLOTHILDE SELIG JG. 1892 DEPORTIERT 1942 PIASKI ERMORDET 23.4.1942 | Heiliggeistgasse 10 ·                                          | Clothilde Selig |
| | HIER WOHNTE KLARA SELIG GEB. ISNER JG. 1861 DEPORTIERT 1942 THERESIENSTADT ERMORDET 23.12.1942 | Heiliggeistgasse 10 ·                                          | Klara Selig geb. Isner |
| Stolpersteine in Regensburg; 2024 September 11; Haidplatz 4; Stolpersteine für Ester Erna Sigall, geb. Tiefenbrunner | HIER WOHNTE ESTHER SIGALL GEB. TIEFENBRUNNER JG. 1898 DEPORTIERT 1942 PIASKI ERMORDET | Haidplatz 4 ·                                                  | Esther Sigall geb. Tiefenbrunner |
| Stolpersteine in Regensburg; 2024 September 11; Haidplatz 4; Stolpersteine für Rosa Zippora Sigall | HIER WOHNTE ROSA ZIPPORA SIGALL JG. 1926 ZWANGSARBEIT 1941 FLACHSRÖSTE LOHHOF MÜNCHEN TOT 22.9.1941 | Haidplatz 4 ·                                                  | Rosa Zippora Sigall |
| Stolpersteine in Regensburg; 2024 September 11; Haidplatz 4; Stolpersteine für Edith Sigall | HIER WOHNTE EDITH SIGALL JG. 1926 DEPORTIERT 1942 PIASKI ERMORDET | Haidplatz 4 ·                                                  | Edith Sigall |
| | MAX SONDHELM JG. 1868 DEPORTIERT 1942 THERESIENSTADT ERMORDET 4.10.1942 | Weißenburgstraße 31                                            | Max Sondhelm |
| | HIER WOHNTE LOTTE SPIEGEL JG. 1916 DEPORTIERT 1942 PIASKI ERMORDET | Rote-Hahnen-Gasse 7/II ·                                       | Lotte Spiegel |
| | HIER WOHNTE JULIUS SPRINGER JG. 1880 DEPORTIERT 1943 SOBIBOR ERMORDET 30.4.1943 | Arnulfsplatz 4 ·                                               | Julius Springer |
| | HIER WOHNTE FANNY STERN GEB. SIMON JG. 1866 DEPORTIERT 1942 THERESIENSTADT ERMORDET 1.1.1943 | Wahlenstraße 18 ·                                              | Fanny Stern |
| | HIER WOHNTE GITTL STRUM GEB. HELLER JG. 1871 DEPORTIERT 1942 THERESIENSTADT TOT 2.7.1944 | An der Hülling 2                                               | Gisela Strum geb. Heller, genannt Gittl |
| | HIER WOHNTE SIMON STRUM JG. 1875 DEPORTIERT 1942 THERESIENSTADT TOT 22.3.1944 | An der Hülling 2                                               | Josef Simon Strum |
| | HIER WOHNTE MICHAEL TRINKL JG. 1920 EINGEWIESEN 1940 HEILANSTALT KARTHAUS-PRÜLL 'VERLEGT' 19.11.1940 HARTHEIM ERMORDET 19.11.1940 'AKTION T4' | Tändlergasse 5                                                 | Michael Trinkl |
| | HIER WOHNTE HENRIETTE UHLFELDER JG. 1877 DEPORTIERT PIASKI ERMORDET | Von-der-Tann-Straße 6 ·                                        | Henriette Ida Uhlfelder geb. Gutmann, genannt Jette |
| | HIER WOHNTE MAX UHLFELDER JG. 1865 DEPORTIERT THERESIENSTADT ERMORDET 18.1.1943 | Hinter der Grieb 2 ·                                           | Max Uhlfelder |
| | HIER WOHNTE WOLFGANG WALLER JG. 1880 ZEUGE JEHOVAS MEHRFACH VERHAFTET ZULETZT 1936 DACHAU TOT 6.7.1940 IN MAUTHAUSEN | Minoritenweg 9 ·                                               | Wolfgang Waller |
| | HIER WOHNTE HANNCHEN WALZ GEB. HESS JG. 1864 DEPORTIERT 1942 THERESIENSTADT ERMORDET 28.1.1943 | Weißenburgstraße 31                                            | Hannchen Walz geb. Hess |
| | HIER WOHNTE HEINRICH WEIHERER JG. 1913 EINGEWIESEN 1930 HEILANSTALTEN REICHENBACH KARTHAUS-PRÜLL 'VERLEGT' 5.8.1941 HARTHEIM ERMORDET 5.8.1941 AKTION T4 | Weitoldstraße 3                                                | Heinrich Weiherer |
| | HIER WOHNTE HERMINE WOLFF GEB. SCHLOSSMANN JG. 1879 DEPORTIERT 1942 THERESIENSTADT ERMORDET 19.10.1944 | Luitpoldstraße 7 ·                                             | Hermine Wolff geb. Schlossmann |
| HIER WOHNTE MEIER MAX WOLFF JG. 1872 DEPORTIERT 1942 THERESIENSTADT ERMORDET 13.12.1942 | Luitpoldstraße 7 · | Meier Max Wolff                                                | |
| | HIER WOHNTE PHILOMENA ZANKL JG. 1912 SEIT 1929 MEHRMALS EINGEWIESEN HEILANSTALT KARTHAUS-PRÜLL 'VERLEGT' 4.11.1940 HARTHEIM ERMORDET 4.11.1940 'AKTION T4' | Wollwirkergasse 11 ·                                           | Philomena Zankl |
| | HIER WOHNTE GEORG ZAUBZER JG. 1895 IM WIDERSTAND VERHAFTET 1943 FLOSSENBÜRG ERMORDET 18.8.1944 | Wollwirkergasse 11 ·                                           | Georg Zaubzer |
| | HIER WOHNTE JOSEF ZIRKL JG. 1875 IM WIDERSTAND VERHAFTET 23.4.1945 GESTAPO REGENSBURG STANDGERICHT HINGERICHTET 24.4.1945 | Richard Wagner Straße 15                                       | Josef Zirkl |

### Stadtamhof
In Stadtamhof, dem Stadtbezirk 02, wurden bislang fünf Stolpersteine an drei Standorten verlegt.
| Stolperstein                        | Inschrift | Verlegeort       | Name, Leben |
| ----------------------------------- | --- | ---------------- | --- |
| Stolpersteine Regensburg Bayer 2019 | HIER WOHNTE ERNST LEOPOLD BAYER JG. 1933 DEPORTIERT 1942 PIASKI ERMORDET                                                                              | Wassergasse 12 · | Ernst Leopold Bayer wurde am 10. Dezember 1933 in Regensburg als Sohn des Kaufmannes Eugen Bayer und dessen Frau Martha, geborene Strauss, geboren. Er war Schüler. Seine Eltern ließen ihn im Alter von acht Jahren taufen, doch auch dieser Schritt konnte Deportation und Ermordung nicht verhindern. Am 2. April 1942 wurden Ernst Leopold Bayer und seine Eltern nach Piaski im besetzten Polen deportiert und im Zuge der Shoah ermordet. |
| Stolpersteine Regensburg Bayer 2019 | HIER WOHNTE EUGEN BAYER JG. 1899 DEPORTIERT 1942 PIASKI ERMORDET                                                                                      | Wassergasse 12 · | Eugen Bayer wurde am 16. Oktober 1899 in Aschbach geboren. Er war Reisender für landwirtschaftliche Maschinen und heiratete Martha Strauss aus Buchen. Das Paar hatte einen Sohn, Ernst Leopold. Die Firma, von seinem Vater übernommen, hatte ihren Sitz in Stadtamhof 26. 1938 musste sie aufgrund der Judenhetze liquidiert werden. Eine der Parolen lautete: „Wer bei Juden kauft, ist ein Verräter am eigenen Volke“. Die Familie verlor das Haus und musste in die nahe gelegene Wassergasse ziehen. Während der Reichspogromnacht 1938 wurde Bayer und vom 10. November bis 2. Dezember im KZ Dachau inhaftiert. Auch die Taufe des achtjährigen Sohnes konnte Deportation und Ermordung nicht abwenden. Am 2. April 1942 wurden Eugen Bayer, seine Frau und sein Sohn nach Piaski im besetzten Polen deportiert und im Zuge der Shoah ermordet. |
| Stolpersteine Regensburg Bayer 2019 | HIER WOHNTE MARTHA BAYER JG. 1905 DEPORTIERT 1942 PIASKI ERMORDET                                                                                     | Wassergasse 12 · | Martha Bayer geborene Straus wurde am 29. Juli 1905 in Buchen geboren. Sie war die Ehefrau von Eugen Bayer und die Mutter von Ernst Leopold Bayer, geboren 1933. |
|                                     | HIER WOHNTE ALOIS HEIDER JG. 1906 EINGEWIESEN 1933 HEILANSTALT KARTHAUS-PRÜLL 'VERLEGT' 2.5.1941 HARTHEIM ERMORDET 2.5.1941 'AKTION T4'               | Wassergasse 1    | Alois Heider |
|                                     | HIER WOHNTE GEORG HUFNAGEL JG. 1913 EINGEWIESEN 1927 HEILANSTALTEN REICHENBACH KARTHAUS-PRÜLL 'VERLEGT' 5.8.1941 HARTHEIM ERMORDET 5.8.1941 AKTION T4 | Stadtamhof 4     | Georg Hufnagel |

### Steinweg-Pfaffenstein
In Steinweg-Pfaffenstein, dem Stadtbezirk 03, wurde bislang ein Stolperstein verlegt.
| Stolperstein | Inschrift | Verlegeort                                                       | Name, Leben         |
| ------------ | --- | ---------------------------------------------------------------- | ------------------- |
|              | HIER WOHNTE LORENZ GEWALD JG. 1888 EINGEWIESEN 1933 HEILANSTALT KARTHAUS-PRÜLL 'VERLEGT' 2.5.1941 HARTHEIM ERMORDET 2.5.1941 'AKTION T4' | Schwandorferstraße 12a · vor dem Hofeingang in der Drehergasse · | Lorenz Gewald       |
|              | HIER WOHNTE GEORG SCHÜTZENMEIER JG. 1900 DENUNZIERT VERHAFTET 27.9.1939 MAUTHAUSEN ERMORDET 28.12.1939                                   | Würzburger Straße 52 ·                                           | Georg Schützenmeier |

### Brandlberg-Keilberg
In Brandlberg-Keilberg, dem Stadtbezirk 06, wurde bislang ein Stolperstein verlegt.
| Stolperstein | Inschrift | Verlegeort                                               | Name, Leben    |
| ------------ | --- | -------------------------------------------------------- | -------------- |
|              | HIER WOHNTE GEORG SONNAUER JG. 1898 IM WIDERSTAND 'RUNDFUNKVERBRECHEN' VERHAFTET 3.11.1942 TOT AN HAFTFOLGEN 29.12.1942 | Keilberger Hauptstraße · (Ecke Hintere Keilbergstraße) · | Georg Sonnauer |

### Reinhausen
In Reinhausen, dem Stadtbezirk 07, wurden bislang vier Stolpersteine an zwei Standorten verlegt.
| Stolperstein | Inschrift                                                                                     | Verlegeort                    | Name, Leben |
| ------------ | --------------------------------------------------------------------------------------------- | ----------------------------- | --- |
|              | HIER WOHNTE JOSEF HAAS JG. 1899 IM WIDERSTAND VERHAFTET 1943 HINGERICHTET 1944 KZ FLOSSENBÜRG | Alte Waldmünchner Straße 19 · | Josef Haas wurde am 7. Februar 1899 in Reinhausen geboren. Sein Vater war Hilfsarbeiter, das Elternhaus war katholisch geprägt. Bereits mit 14 Jahren war er als Hilfsarbeiter in verschiedenen Baufirmen tätig. Mit 18 Jahren wurde er zum Militärdienst eingezogen. An der Westfront kämpfte er im Stellungskrieg und erlitt eine Gasvergiftung. In Frankfurt am Main erlebte er die Novemberrevolution von 1918. Er schloss sich den Kommunisten an. Er wurde Hafenarbeiter und war ein begeisterter Fußballspieler und Schwimmer. 1923 erlitt er einen schweren Arbeitsunfall, drei Jahre später verlor er deshalb den linken Fuß. Bis 1937 folgten weitere Amputationen. Schließlich hatte er beide Beine und die rechte Hand verloren. Er stand im Widerstand gegen das NS-Regime und hörte sogenannte Feindsender. Er äußerte sich kritisch, denn er war der Ansicht, der Kriegswahnsinn würde in einem zweiten Desaster enden. Am 24. Februar 1943 wurde er verhaftet. Er war zuerst im Gerichtsgefängnis Nürnberg inhaftiert, schließlich ab Juli 1943 in München-Stadelheim. Einer der Anklagepunkte war Landesverrat. Im Januar 1944 wurde er zu fünf Jahren Zuchthaus verurteilt sowie zu fünf Jahren Ehrverlust. Er wurde in das Zuchthaus Amberg überstellt, wo er die Strafe absitzen hätte sollen, wurde jedoch in das KZ Flossenbürg transferiert, wo er am 18. August 1944 gemeinsam mit seinem Freund Georg Zaubzer an der Hinrichtungsstätte erschossen wurde. |
|              | HIER WOHNTE KATHARINE HÖLLENREINER JG. 1929 DEPORTIERT 1943 AUSCHWITZ ERMORDET 3.3.1944       | Wieshuberstraße 4 ·           | Katharine Höllenreiner wurde am 1. September 1929 in München geboren. Ihre Eltern waren Emil Höllenreiner, der einer Münchner Schaustellerfamilie entstammte, und Pauline geb. Köhler. Sie hatte sieben Geschwister. Sie wurde gemeinsam mit ihrer Familie im Jahr 1943 nach Auschwitz deportiert und im sogenannten Zigeunerfamilienlager interniert. Sie wurde am 3. März 1944 in Auschwitz ermordet. Auch ihre Eltern und sechs ihrer Geschwister wurden vom NS-Regime ermordet. Einzig Rosa Höllenreiner konnte überleben. |
|              | HIER WOHNTE PHILIPPINE HÖLLENREINER JG. 1928 DEPORTIERT 1943 AUSCHWITZ ERMORDET 20.3.1944     | Wieshuberstraße 4 ·           | Philippine Höllenreiner wurde am 12. Juni 1928 in Fürth geboren. Ihre Eltern waren Emil Höllenreiner, der einer Münchner Schaustellerfamilie entstammte, und Pauline geb. Köhler. Sie hatte sieben Geschwister. Sie wurde gemeinsam mit ihrer Familie im Jahr 1943 nach Auschwitz deportiert und im sogenannten Zigeunerfamilienlager interniert. Sie wurde am 20. März 1944 in Auschwitz ermordet. Auch ihre Eltern und sechs ihrer Geschwister wurden vom NS-Regime ermordet. Einzig Rosa Höllenreiner konnte das NS-Regime überleben. |
|              | HIER WOHNTE ROSA HÖLLENREINER JG. 1926 DEPORTIERT 1943 AUSCHWITZ ÜBERLEBT                     | Wieshuberstraße 4 ·           | Rosa Höllenreiner wurde am 2. Dezember 1926 in Fürth geboren. Ihre Eltern waren Emil Höllenreiner, der einer Münchner Schaustellerfamilie entstammte, und Pauline geb. Köhler. Sie hatte sieben Geschwister. Sie wurde gemeinsam mit ihrer Familie im Jahr 1943 nach Auschwitz deportiert und im sogenannten Zigeunerfamilienlager festgehalten. Als einzige ihrer Familie konnte sie die Zeit im KZ überleben. Später wanderte sie in die Niederlande aus. Sie starb im Alter von 42 Jahren am 20. Dezember 1968 in Utrecht. Ihre Eltern und alle Geschwister wurden vom NS-Regime ermordet. |

### Ostenviertel
Im Ostenviertel, dem Stadtbezirk 10, wurden bislang 30 Stolpersteine und eine Stolperschwelle an elf Anschriften verlegt.
| Stolperstein | Inschrift | Verlegeort                  | Name, Leben |
| --- | --- | --------------------------- | --- |
| | JOSEF BAUER JG. 1863 DEPORTIERT 1942 THERESIENSTADT ERMORDET 9.3.1943                                                                       | Weißenburgstraße 31         | Josef Bauer |
| | HIER WOHNTE THERESE BAUER JG. 1892 EINGEWIESEN 1934 HEILANSTALT KARTHAUS-PRÜLL 'VERLEGT' 2.5.1941 HARTHEIM ERMORDET 2.5.1941 'AKTION T4'    | Adolf-Schmetzer-Straße 38   | Therese Bauer |
| | EMMA EINSTEIN JG. 1866 DEPORTIERT 1942 THERESIENSTADT ERMORDET 23.4.1943                                                                    | Weißenburgstraße 31         | Emma Einstein |
| | KAROLINE EINSTEIN JG. 1872 DEPORTIERT 1942 THERESIENSTADT ERMORDET 31.7.1943                                                                | Weißenburgstraße 31         | Karoline Einstein |
| | HEINRICH FRANK JG. 1863 DEPORTIERT 1942 THERESIENSTADT ERMORDET 16.10.1942                                                                  | Weißenburgstraße 31         | Heinrich Frank |
| | JOHANNA FRANK JG. 1866 DEPORTIERT 1942 THERESIENSTADT ERMORDET 5.2.1943                                                                     | Weißenburgstraße 31         | Johanna Frank |
| | ROSALIE FRANK GEB. HALLE JG. 1872 DEPORTIERT 1942 THERESIENSTADT ERMORDET 25.10.1942                                                        | Weißenburgstraße 31         | Rosalie Frank geb. Halle |
| Bild gesucht Die Wikipedia wünscht sich an dieser Stelle ein Bild vom hier behandelten Ort. Motiv: Stolperstein Alfred Grünhut Falls du dabei helfen möchtest, erklärt die Anleitung , wie das geht. BW                       | HIER WOHNTE ALFRED GRÜNHUT JG. 1910 ARBEITSLAGER 1941 KAISERMÜHL / BRB. DEPORTIERT 1942 GHETTO WARSCHAU ERMORDET                            | Greflingerstraße 5 ·        | Alfred Grünhut |
| Bild gesucht Die Wikipedia wünscht sich an dieser Stelle ein Bild vom hier behandelten Ort. Motiv: Stolpersteine für Flora Grünhut und Ilka Natzler Falls du dabei helfen möchtest, erklärt die Anleitung , wie das geht. BW  | HIER WOHNTE FLORA GRÜNHUT JG. 1867 DEPORTIERT 1942 THERESIENSTADT ERMORDET 12.1.1943                                                        | Straubinger Straße 12 ·     | Flora Grünhut wurde am 14. Februar 1867 in Wien geboren. Sie zog gemeinsam mit ihren Eltern nach Regensburg, wo diese ihren Ruhestand genießen wollten. Im November 1939, musste Flora Grünhut in das Altenheim in der Weißenburgstraße 31 umsiedeln. Am 23.9.1942 wurde sie schließlich nach Theresienstadt deportiert. Im Alter von fast 86 Jahren verstarb sie dort am 12. Januar 1943. |
| | KLARA GUTMANN JG. 1879 DEPORTIERT 1942 PIASKI ERMORDET                                                                                      | Weißenburgstraße 31         | Klara Gutmann |
| | HIER WOHNTE ISIDOR HELLER JG. 1878 DEPORTIERT 1942 PIASKI ERMORDET                                                                          | Greflingerstraße 3 ·        | Isidor Heller |
| | HIER WOHNTE KARL HELLER JG. 1911 DEPORTIERT 1942 PIASKI ERMORDET                                                                            | Greflingerstraße 3 ·        | Karl Heller |
| | HIER WOHNTE KAROLINE HELLER GEB. ROSENFELD JG. 1888 DEPORTIERT 1942 PIASKI ERMORDET                                                         | Greflingerstraße 3 ·        | Karoline Heller geb. Rosenfeld |
| | HIER WOHNTE DANIELA HOLZINGER GEB. NEUBERGER JG. 1889 DEPORTIERT 1942 THERESIENSTADT TOT 5.9.1944                                           | Weißenburgstraße 25         | Daniela Holzinger geb. Neuberger |
| | HIER WOHNTE OTTMAR HOLZINGER JG. 1873 DEPORTIERT 1942 THERESIENSTADT TOT 16.1.1944                                                          | Weißenburgstraße 25         | Ottmar Holzinger |
| | HIER ARBEITETE DANIELA HOLZINGER GEB. NEUBERGER JG. 1889 DEPORTIERT 1942 THERESIENSTADT TOT 5.9.1944                                        | Maximilianstraße 16 ·       | Daniela Holzinger |
| | HIER WOHNTE GISELA HOLZINGER JG. 1878 DEPORTIERT 1942 ERMORDET IN SOBIBOR                                                                   | Maximilianstraße 16 ·       | Gisela Holzinger |
| | HIER ARBEITETE OTTMAR HOLZINGER JG. 1873 DEPORTIERT 1942 THERESIENSTADT TOT 16.1.1944                                                       | Maximilianstraße 16 ·       | Ottmar Holzinger |
| | JEANETTE KARPELES JG. 1873 DEPORTIERT 1942 THERESIENSTADT ERMORDET 22.1.1943                                                                | Weißenburgstraße 31         | Jeanette Karpeles |
| Bild gesucht Die Wikipedia wünscht sich an dieser Stelle ein Bild vom hier behandelten Ort. Motiv: Stolpersteine Katharina Katz, Martha Stodel Falls du dabei helfen möchtest, erklärt die Anleitung , wie das geht. BW       | HIER WOHNTE KATHARINA KATZ GEB. SCHLOSSBERGER JG. 1890 DEPORTIERT 1942 PIASKI ERMORDET                                                      | Adolf-Schmetzer-Straße 16 · | Katharina Katz |
| Bild gesucht Die Wikipedia wünscht sich an dieser Stelle ein Bild vom hier behandelten Ort. Motiv: Stolpersteine Frieda, Gerda, Max, Walter Kleefeld Falls du dabei helfen möchtest, erklärt die Anleitung , wie das geht. BW | HIER WOHNTE FRIEDA SELMA KLEEFELD GEB. NASS JG. 1898 DEPORTIERT 1941 RIGA ERMORDET 1.10.1944 STUTTHOF                                       | Roritzerstraße 2a ·         | Frieda Selma Kleefeld geb. Nass |
| Bild gesucht Die Wikipedia wünscht sich an dieser Stelle ein Bild vom hier behandelten Ort. Motiv: Stolpersteine Frieda, Gerda, Max, Walter Kleefeld Falls du dabei helfen möchtest, erklärt die Anleitung , wie das geht. BW | HIER WOHNTE GERDA KLEEFELD JG. 1922 DEPORTIERT 1941 RIGA 1944 STUTTHOF ERMORDET                                                             | Roritzerstraße 2a ·         | Gerda Kleefeld |
| Bild gesucht Die Wikipedia wünscht sich an dieser Stelle ein Bild vom hier behandelten Ort. Motiv: Stolpersteine Frieda, Gerda, Max, Walter Kleefeld Falls du dabei helfen möchtest, erklärt die Anleitung , wie das geht. BW | HIER WOHNTE MAX KLEEFELD JG. 1888 DEPORTIERT 1941 RIGA ERMORDET                                                                             | Roritzerstraße 2a ·         | Max Kleefeld |
| Bild gesucht Die Wikipedia wünscht sich an dieser Stelle ein Bild vom hier behandelten Ort. Motiv: Stolpersteine Frieda, Gerda, Max, Walter Kleefeld Falls du dabei helfen möchtest, erklärt die Anleitung , wie das geht. BW | HIER WOHNTE WALTER KLEEFELD JG. 1924 DEPORTIERT 1941 RIGA 1944 STUTTHOF ERMORDET                                                            | Roritzerstraße 2a ·         | Walter Kleefeld |
| | ELISABETH KOHNER GEB. FANTL JG. 1857 DEPORTIERT 1942 THERESIENSTADT ERMORDET 10.10.1942                                                     | Weißenburgstraße 31         | Elisabeth Kohner geb. Fantl |
| | HIER WOHNTE ANNA LOCHNER JG. 1907 EINGEWIESEN 1933 HEILANSTALT KARTHAUS-PRÜLL 'VERLEGT' 19.11.1940 HARTHEIM ERMORDET 19.11.1940 'AKTION T4' | Weißenburgstraße 6          | Anna Lochner |
| Bild gesucht Die Wikipedia wünscht sich an dieser Stelle ein Bild vom hier behandelten Ort. Motiv: Stolpersteine für Flora Grünhut und Ilka Natzler Falls du dabei helfen möchtest, erklärt die Anleitung , wie das geht. BW  | HIER WOHNTE ILKA NATZLER JG. 1889 DEPORTIERT 1942 PIASKI ERMORDET                                                                           | Straubinger Straße 12 ·     | Ilka Natzler |
| Bild gesucht Die Wikipedia wünscht sich an dieser Stelle ein Bild vom hier behandelten Ort. Motiv: Stolpersteine Frieda, Heinz, Ilse Sämann Falls du dabei helfen möchtest, erklärt die Anleitung , wie das geht. BW          | HIER WOHNTE FRIEDA SÄMANN GEB. FIRNBACHER JG. 1896 DRANGSALIERT / BEDROHT DEPORTIERT 1942 PIASKI SCHICKSAL UNBEKANNT                        | Orleansstraße 6 ·           | Frieda Sämann geb. Firnbacher |
| Bild gesucht Die Wikipedia wünscht sich an dieser Stelle ein Bild vom hier behandelten Ort. Motiv: Stolpersteine Frieda, Heinz, Ilse Sämann Falls du dabei helfen möchtest, erklärt die Anleitung , wie das geht. BW          | HIER WOHNTE HEINZ SÄMANN JG. 1927 GEDEMÜTIGT / SCHIKANIERT FLUCHT 1941 FRANKREICH / SPANIEN USA ÜBERLEBT                                    | Orleansstraße 6 ·           | Heinz Sämann |
| Bild gesucht Die Wikipedia wünscht sich an dieser Stelle ein Bild vom hier behandelten Ort. Motiv: Stolpersteine Frieda, Heinz, Ilse Sämann Falls du dabei helfen möchtest, erklärt die Anleitung , wie das geht. BW          | HIER WOHNTE ILSE SÄMANN JG. 1923 GEDEMÜTIGT / SCHIKANIERT SCHULVERBOT FLUCHT 1938 PALÄSTINA ÜBERLEBT                                        | Orleansstraße 6 ·           | Ilse Sämann |
| | HIER WOHNTE CHARLOTTE SCHINDLER GEB. KATZ JG. 1911 FLUCHT 1939 ENGLAND 1940 BRESLAU DEPORTIERT 1943 ERMORDET IN AUSCHWITZ                   | Adolf-Schmetzer-Straße 16   | Charlotte Schindler |
| | HIER WOHNTE HARRY SCHINDLER JG. 1909 FLUCHT 1939 ENGLAND                                                                                    | Adolf-Schmetzer-Straße 16   | Harry Schindler |
| | HIER WOHNTE PETER DAVID SCHINDLER JG. 1938 FLUCHT 1939 ENGLAND 1940 BRESLAU TOT 1943                                                        | Adolf-Schmetzer-Straße 16   | Peter David Schindler |
| Bild gesucht Die Wikipedia wünscht sich an dieser Stelle ein Bild vom hier behandelten Ort. Motiv: Stolpersteine Katharina Katz, Martha Stodel Falls du dabei helfen möchtest, erklärt die Anleitung , wie das geht. BW       | HIER WOHNTE MARTHA STODEL GEB. KATZ JG. 1913 FLUCHT 1933 HOLLAND INTERNIERT WESTERBORK DEPORTIERT 1943 SOBIBOR ERMORDET 13.3.1943           | Adolf-Schmetzer-Straße 16 · | Martha Stodel |
| Bild gesucht Die Wikipedia wünscht sich an dieser Stelle ein Bild vom hier behandelten Ort. Motiv: Stolpersteine Charlotte, Elise Weiß Falls du dabei helfen möchtest, erklärt die Anleitung , wie das geht. BW               | HIER WOHNTE CHARLOTTE WEISS JG. 1870 DEPORTIERT 1942 THERESIENSTADT ERMORDET 14.1.1943                                                      | Landshuter Straße 24        | Charlotte Weiß |
| Bild gesucht Die Wikipedia wünscht sich an dieser Stelle ein Bild vom hier behandelten Ort. Motiv: Stolpersteine Charlotte, Elise Weiß Falls du dabei helfen möchtest, erklärt die Anleitung , wie das geht. BW               | HIER WOHNTE ELISE WEISS JG. 1871 DEPORTIERT 1942 THERESIENSTADT ERMORDET 14.1.1943                                                          | Landshuter Straße 24        | Elise Weiß |

### Kasernenviertel
Im Kasernenviertel, dem Stadtbezirk 11, wurden bislang drei Stolpersteine an drei Anschriften verlegt.
| Stolperstein | Inschrift | Verlegeort                | Name, Leben |
| ------------ | --- | ------------------------- | --- |
|              | HIER WOHNTE JOSEF BOLLWEIN JG. 1904 IM WIDERSTAND VERHAFTET 1942 HINGERICHTET 12.8.1943 MÜNCHEN-STADELHEIM                            | Gumprechtstraße 5 ·       | Josef Bollwein |
|              | HIER WOHNTE JOSEF KARL JG. 1901 EINGEWIESEN 1935 HEILANSTALT KARTHAUS-PRÜLL 'VERLEGT' 5.8.1941 HARTHEIM ERMORDET 5.8.1941 'AKTION T4' | Plato-Wild-Straße 29      | Josef Karl |
|              | HIER WOHNTE ALOIS KRUG JG. 1890 IM WIDERSTAND VERHAFTET 1943 DACHAU TOT 8.1.1945                                                      | Admiral-Scheer-Straße 4 · | Alois Krug wurde am 15. Juni 1890 im unterfränkischen Leinach als unehelicher Sohn der Amalie Krug geboren. Seine Mutter heiratete später einen Herrn Ganß, die Vormundschaft blieb aber weiterhin beim Gericht in Königshofen. Nach sieben Jahren Volksschule machte er eine vierjährigen Lehre als Mess- und Zeichnungsgehilfe beim Messungsamt in Neustadt an der Saale. Er absolvierte seinen zweijährigem Militärdienst in Würzburg und fand danach Arbeit in den Messämtern von Weiden und Hemau. Im Ersten Weltkrieg wurde er mit dem Eisernen Kreuz und dem Ehrenkreuz mit Schwertern für Frontkämpfer ausgezeichnet. Er kam in französische Kriegsgefangenschaft, konnte jedoch im Juli 1919 flüchten. Zurück in Hemau heiratete er 1919 Regina Gloßner. Das Ehepaar bekam zwei Söhne und eine Tochter, Gerlinde. 1930 wurde er nach Regensburg versetzt. In den Zwischenkriegsjahren betätigte er sich berufspolitisch, zuletzt als Landesvorsitzender des Berufsverbandes für den mittleren Vermessungsdienst in Bayern. Seine Einstellung war links-liberal, 1932 kandidierte er für die Deutsche Staatspartei. Hitler und den Nationalsozialisten stand er von Anfang an kritisch gegenüber. Er befürchtete im Falle der Machtergreifung eine Katastrophe für Deutschland, eine Niederlage im dann unausweichlichen Krieg. Dennoch sah er sich gezwungen, 1935 der NSDAP beizutreten, einerseits um seinen Arbeitsplatz zu halten, andererseits um seine Familie zu schützen. Es half wenig, denn die Gestapo führte ihn sodann in einer speziellen Kartei für „nicht zuverlässige Personen“. Die Denunziation eines Kollegen, den er selbst zuvor gefördert hatte, führte zu seiner Verhaftung am 8. Oktober 1943. Ein Arzt bescheinigte ihm, nicht haftfähig zu sein. Er wurde in das Hilfskrankenhaus Klerikalseminar in der Schottenstraße eingewiesen und verbrachte dort zehn Monate. Am 25. Mai 1944 stand er vor dem Sondergericht Nürnberg, angeklagt wegen des Abhörens von Feindsendern. Der Vorwurf ließ sich nicht nachweisen, trotzdem stelle das Gericht fest, es bestehe weiterhin der dringende Verdacht, „dass der Angeklagte versucht hat, den Willen zur wehrhaften Selbstbehauptung des deutschen Volkes zu zersetzen“. Die Hauptverhandlung wurde vertagt, Alois Krug am 19. August 1944 von Regensburg in das KZ Dachau überstellt. Am selben Tag wurde er dort mit der Häftlingsnummer 92472 in der Kategorie „Schutzhaft“ registriert. Er war schwer zuckerkrank und hätte Insulin gebraucht, bekam es aber im Konzentrationslager nicht. Sein letzter Brief an die Familie datiert vom 10. Dezember 1944. Er verlor sein Leben in NS-Gewahrsam am 8. Januar 1945. |

### Galgenberg
In Galgenberg, dem Stadtbezirk 12, wurden bislang fünf Stolpersteine an zwei Anschriften verlegt.
| Stolperstein | Inschrift                                                                                             | Verlegeort           | Name, Leben                 |
| ------------ | --- | -------------------- | --------------------------- |
|              | HIER WOHNTE JULIUS GLASER JG. 1876 DEPORTIERT 1942 PIASKI ERMORDET                                    | Furtmayrstraße 4a ·  | Julius Glaser               |
|              | HIER WOHNTE MARIA GLASER GEB. BLEIER JG. 1882 DEPORTIERT 1942 PIASKI ERMORDET                         | Furtmayrstraße 4a ·  | Maria Glaser geb. Bleier    |
|              | HIER WOHNTE ARON HAAG JG. 1885 DEPORTIERT 1942 PIASKI ERMORDET                                        | Furtmayrstraße 4a ·  | Aron Haag                   |
|              | HIER WOHNTE HANNCHEN HAAG GEB. ALTBAIER JG. 1879 DEPORTIERT 1942 PIASKI ERMORDET                      | Furtmayrstraße 4a ·  | Hannchen Haag geb. Altbaier |
|              | HIER WOHNTE GEORG MUGGENTHALER JG. 1912 'EINGEWIESEN' 6.6.1941 HARTHEIM ERMORDET 6.6.1941 'AKTION T4' | Galgenbergstraße 7 · | Georg Muggenthaler          |

### Kumpfmühl-Ziegetsdorf-Neuprüll
In Kumpfmühl-Ziegetsdorf-Neuprüll, dem Stadtbezirk 13, wurden zumindest drei Stolpersteine verlegt.
| Stolperstein | Inschrift | Verlegeort                                                                                     | Name, Leben |
| --- | --- | ---------------------------------------------------------------------------------------------- | --- |
| | HIER WOHNTE MARGARETA BÄCHERLEIN JG. 1876 EINGEWIESEN 1926 HEILANSTALT KARTHAUS-PRÜLL 'VERLEGT' 6.6.1941 HARTHEIM ERMORDET 6.6.1941 'AKTION T4'                   | Universitätsstraße 84 Bezirksklinikum Regensburg, vorm. Heil- und Pflegeanstalt Karthaus-Prüll | Margareta Bächerlein (1876–1941)                                                                                          |
| Bild gesucht Die Wikipedia wünscht sich an dieser Stelle ein Bild vom Ort mit diesen Koordinaten 49.00587 12.0853 . Motiv: Stolperstein Johann Baptist Fuchs Falls du dabei helfen möchtest, erklärt die Anleitung , wie das geht. BW | HIER WOHNTE JOHANN BAPTIST FUCHS JG. 1915 EINGEWIESEN 1941 HEIL- UND PFLEGEANSTALT KARTHAUS-PRÜLL 'VERLEGT' 5.8.1941 SCHLOSS HARTHEIM ERMORDET 5.8.1941 AKTION T4 | Simmernstraße 5 ·                                                                              | Johann Baptist Fuchs (1915–1941) Nichten und Neffen stifteten eine Gedenktafel, die im Schloss Hartheim angebracht wurde. |
| | HIER WOHNTE LUDWIG WERNER JG. 1880 EINGEWIESEN 1938 HEILANSTALT KARTHAUS-PRÜLL 'VERLEGT' 19.11.1940 HARTHEIM ERMORDET 19.11.1940 AKTION T4                        | Universitätsstraße 14                                                                          | Ludwig Werner (1880–1940)                                                                                                 |

### Westenviertel
In Westenviertel, dem Stadtbezirk 15, wurden bislang 22 Stolpersteine an neun Anschriften verlegt.
| Stolperstein | Inschrift | Verlegeort               | Name, Leben |
| ------------ | --- | ------------------------ | --- |
|              | HIER WOHNTE ARTHUR BODENHEIMER JG. 1889 DEPORTIERT 1942 PIASKI ERMORDET                                                                              | Dechbettener Straße 13 · | Arthur Bodenheimer |
|              | HIER WOHNTE IRMA BODENHEIMER GEB. JAKOBSOHN JG. 1898 DEPORTIERT 1942 PIASKI ERMORDET                                                                 | Dechbettener Straße 13 · | Irma Bodenheimer geb. Jakobsohn |
|              | HIER WOHNTE MARGOT BODENHEIMER JG. 1925 DEPORTIERT 1942 PIASKI ERMORDET                                                                              | Dechbettener Straße 13 · | Margot Bodenheimer |
|              | HIER WOHNTE ELSE GRÜNHUT JG. 1895 DEPORTIERT 1942 THERESIENSTADT ERMORDET 1944 AUSCHWITZ                                                             | Wilhelmstraße 3 ·        | Else Grünhut |
|              | HIER WOHNTE JOSEF GRÜNHUT JG. 1892 DEPORTIERT 1942 THERESIENSTADT ERMORDET 1944 AUSCHWITZ                                                            | Wilhelmstraße 3 ·        | Josef Grünhut |
|              | HIER WOHNTE ALICE HEISS GEB. HEIDECKER JG. 1899VERHAFTET 28.9.1948LANDGERICHTSGEFÄNGNIS REGENSBURG DEPORTIERT 25.11.1943 AUSCHWITZ ERMORDET 3.1.1944 | Hans-Huber-Straße 5      | Alice Heiß |
|              | HIER WOHNTE KLARA HELLMANN JG. 1881 DEPORTIERT 1942 PIASKI ERMORDET                                                                                  | Prüfeninger Straße 95 ·  | Klara Hellmann geb. Hellmann wurde am 8. Oktober 1881 in Burghaslach geboren. Sie war eine Angestelltenwitwe. Am 2. April 1942 wurde sie mit dem ersten Transport von Regensburg nach Piaski deportiert. Ort und Zeitpunkt ihrer Ermordung sind nicht bekannt. |
|              | HIER WOHNTE ADOLF HEUMANN JG. 1872 DEPORTIERT 1942 THERESIENSTADT TOT 3.10.1942                                                                      | Wilhelmstraße 3 ·        | Adolf Heumann wurde am 1. Mai 1873 in Rothenburg ob der Tauber geboren. 1902 heiratete er Peppi geb. Oberdorfer. Das Paar bekam zwei Töchter, Maria und Katharina. Im November 1933 übersiedelte die Familie in dieses Haus in Regensburg. Am 3. Oktober 1938 musste das Ehepaar in das Jüdische Altersheim in der Weißenburgstraße 31 übersiedeln. Dort starb seine Ehefrau am 2. August 1941. Adolf Heumann wurde vom NS-Regime verhaftet, am 13. April 1942 nach Theresienstadt deportiert und dort am 3. Oktober 1942 ums Leben gebracht. Tochter Maria konnte mit ihrem Ehemann und zwei Söhnen in die Vereinigten Staaten flüchten. Tochter Katharina heiratete nach Landshut, ihr weiteres Schicksal ist nicht bekannt. |
|              | HIER WOHNTE HILDEGARD HEYMANN GEB. BRAUER JG. 1907 DEPORTIERT 1942 PIASKI ERMORDET                                                                   | Dechbettener Straße 44 · | Hildegard Heymann geb. Brauer wurde am 16. Februar 1907 im oberschlesischen Zabrze geboren. Sie heiratete Wilhelm Heymann, Geschäftsführer des Kaufhauses Schocken. Das Ehepaar hatte zwei Kinder, Ursula und Norbert. Die ganze Familie wurde verhaftet, am 2. April 1942 nach Piaski deportiert und vom NS-Regime in Vernichtungslagern im Osten ermordet. |
|              | HIER WOHNTE NORBERT HEYMANN JG. 1932 DEPORTIERT 1942 PIASKI ERMORDET                                                                                 | Dechbettener Straße 44 · | Norbert Heymann wurde am 13. November 1932 in Freiberg in Sachsen geboren. Er war Schüler. |
|              | HIER WOHNTE URSULA HEYMANN JG. 1931 DEPORTIERT 1942 PIASKI ERMORDET                                                                                  | Dechbettener Straße 44 · | Ursula Heymann wurde am 19. Dezember 1931 in Freiberg in Sachsen geboren. Sie war Schülerin. |
|              | HIER WOHNTE WILHELM HEYMANN JG. 1904 DEPORTIERT 1942 PIASKI ERMORDET                                                                                 | Dechbettener Straße 44 · | Wilhelm Heymann wurde am 7. Juli 1904 in Schwientochlowitz bei Kattowitz geboren. Er war Geschäftsführer des Kaufhauses Schocken. |
|              | HIER WOHNTE RICHARD HUPFER JG. 1912 EINGEWIESEN 1930 HEILANSTALT KARTHAUS-PRÜLL 'VERLEGT' 8.6.1941 HARTHEIM ERMORDET 8.6.1941 'AKTION T4'            | Buchenstraße 4           | Richard Hupfer wurde 1912 geboren. Im Jahr 1930 wurde er in die Heilanstalt Karthaus-Prüll eingewiesen. Am 8. Juni 1941 wurde er in die Tötungsanstalt auf Schloss Hartheim nahe Linz überstellt und dort am selben Tag im Rahmen der Aktion T4 ermordet. |
|              | HIER WOHNTE RICKA OBERDORFER GEB. ROSENBLATT JG. 1866 DEPORTIERT 1942 THERESIENSTADT ERMORDET 1.2.1944                                               | Dechbettener Straße 13 · | Ricka Oberdorfer geb. Rosenblatt |
|              | HIER WOHNTE ANNA PRUGG GEB. NUSSBAUM JG. 1887 UMZUG 1937 ÖSTERREICH DEPORTIERT 1944 AUSCHWITZ ERMORDET 6.10.1944                                     | Prüfeningerstraße 19     | Anna Prugg geb. Nussbaum |
|              | HIER WOHNTE HEDWIG SCHOEN GEB. STERNBERGER JG. 1879 DEPORTIERT 1942 PIASKI ERMORDET                                                                  | Herrichstraße 5 ·        | Hedwig Schoen geb. Sternberger |
|              | HIER WOHNTE INGE VORCHHEIMER JG. 1932 DEPORTIERT 1942 PIASKI ERMORDET                                                                                | Herrichstraße 5 ·        | Inge Vorchheimer |
|              | HIER WOHNTE NORBERT VORCHHEIMER JG. 1933 DEPORTIERT 1942 PIASKI ERMORDET                                                                             | Herrichstraße 5 ·        | Norbert Vorchheimer |
|              | HIER WOHNTE SAMUEL VORCHHEIMER JG. 1891 DEPORTIERT 1942 PIASKI ERMORDET                                                                              | Herrichstraße 5 ·        | Samuel Vorchheimer |
|              | HIER WOHNTE THERESE VORCHHEIMER GEB. SCHOEN JG. 1901 DEPORTIERT 1942 PIASKI ERMORDET                                                                 | Herrichstraße 5 ·        | Therese Vorchheimer geb. Schoen |
|              | HIER WOHNTE HANS WEINSCHENK JG. 1889 EINGEWIESEN 1920 MEHRERE HEILANSTALTEN 'VERLEGT' 20.9.1940 HARTHEIM ERMORDET 20.9.1940 AKTION T4                | Hoppestraße 6            | Hans Weinschenk |
|              | HIER WOHNTE SOPHIE WEINSCHENK GEB. THALMESSINGER JG. 1867 GEDEMÜTIGT / ENTRECHTET FLUCHT IN DEN TOD VOR DEPORTATION 11.7.1942                        | Hoppestraße 6            | Sophie Weinschenk geb. Thalmessinger |

### Adressen unbekannt
| Stolperstein | Inschrift | Verlegeort | Name, Leben                                 |
| ------------ | --- | ---------- | ------------------------------------------- |
|              | HIER WOHNTE THERESA BEHR GEB. EBERLEIN JG. 1889 EINGEWIESEN 1933 HEILANSTALT KARTHAUS-PRÜLL 'VERLEGT' 6.6.1941 HARTHEIM ERMORDET 6.6.1941 'AKTION T4' |            | Theresa Behr, geborene Eberlein (1889–1941) |
|              | HIER WOHNTE ERNA SALOMON GEB. ENGEL JG. 1888 FLUCHT 1939 ENGLAND                                                                                      |            | Erna Salomon, geborene Engel (1888–)        |
|              | HIER WOHNTE RABBINER FALK SALOMON JG. 1876 FLUCHT 1939 ENGLAND TOT 1940 LUFTANGRIFF                                                                   |            | Falk Salomon (1876–)                        |
|              | HIER WOHNTE ANNA STAHL JG. 1892 EINGEWIESEN 1938 HEILANSTALT KARTHAUS-PRÜLL 'VERLEGT' 19.11.1940 HARTHEIM ERMORDET 19.11.1940 'AKTION T4'             |            | Anna Stahl (1892–1940)                      |

## Liste der Stolperschwellen

### Jüdisches Altersheim
Weißenburgstraße 31

### Jüdisches Gemeindehaus
Am Brixener Hof

### Heil- und Pflegeanstalt Karthaus-Prüll
Sankt Vitus

## Gedenktafel

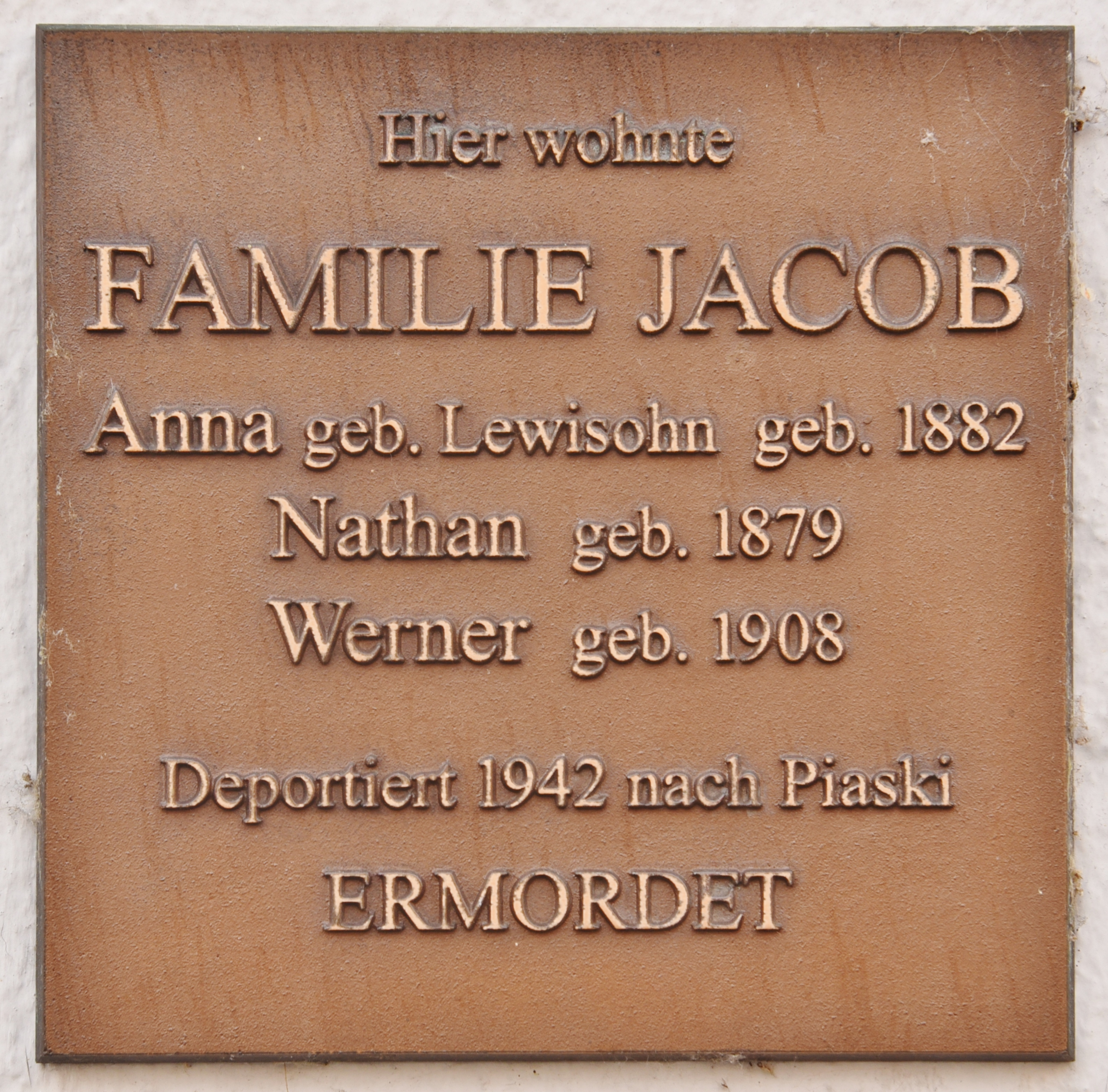
Gedenktafel für Familie Jacob

Am 13. Oktober 2015 wurde durch die Initiative Stolpersteine in Regensburg am Neupfarrplatz 15 für Nathan Jacob, seine Frau Anna Jacob und Sohn Werner Jacob, eine Gedenktafel enthüllt.

## Verlegungen
- 12. Juni 2007: Am Römling 11, Gesandtenstraße 10, Untere Bachgasse 12–14
- 13. Februar 2008: Arnulfsplatz 4, Dechbettener Straße 44, Greflingerstraße 3, Malergasse 9, Obere Bachgasse 1, Platz der Einheit 1, Roritzerstraße 10a
- 30. April 2008: Wieshuberstraße 4
- 26. Juli 2010: Ludwigstraße 5
- 11. September 2013: Dechbettener Straße 13, Furtmayrstraße 4a, Heiliggeistgasse 10, Herrichstraße 5, Metgebergasse 2, Proskestraße 5, Prüfeninger Straße 95, Simmernstraße 5, Wassergasse 12, Wilhelmstraße 3, Wollwirkergasse 11
- 14. Verlegung am 19. April 2019: Am Brixener Hof 2 (vormals Schäffnerstraße 2), Bauergässel 11, Buchenstraße 4, Fischgässel 2, Krauterermarkt 1, Prüfeninger Straße 19, Schwandorfer Straße 12, Tändlergasse 5, Wassergasse 1, Wöhrdstraße 28[29]
- 28. September 2020: Adolf-Schmetzer-Straße 38, Lederergasse 16, Plato-Wild-Straße 29, Schottenstraße 3, Stadtamhof 4, Weißenburgstraße 6, Weitoldstraße 3, Wollwirkergasse 11 (Philomena Zankl), Zandtengasse 2
- 24. Juni 2021: Hoppestraße 6, St. Georgen-Platz 2, Universitätsstraße 14 (Verlegungen ohne Gunter Demnig)
- 18. Mai 2022: Georg Schützenmeier, Anna Stahl, Charlotte Schindler, Peter David Schindler, Harry Schindler, Theresa Behr, Falk Salomon, Erna Salomon, Josef Zirkl, Dr. Johann Maier, Rosa Zippora Sigall, Ester Erna Sigall, Margareta Bächerlein